# فهرست سیارک‌ها (۱۲۲۰۰۱–۱۲۳۰۰۱)
فهرست سیارک‌ها (۱۲۲۰۰۱ - ۱۲۳۰۰۱) فهرست سیارک‌ها از ۱۲۲۰۰۱ تا ۱۲۳۰۰۱ است.
| نام    | نام انگلیسی | تاریخ کشف       |
| ------ | ----------- | --------------- |
| ۱۲۲۰۰۱ | 2000 FQ50   | ۲۹ مارس ۲۰۰۰    |
| ۱۲۲۰۰۲ | 2000 FQ53   | ۲۹ مارس ۲۰۰۰    |
| ۱۲۲۰۰۳ | 2000 FP55   | ۲۹ مارس ۲۰۰۰    |
| ۱۲۲۰۰۴ | 2000 FF58   | ۲۶ مارس ۲۰۰۰    |
| ۱۲۲۰۰۵ | 2000 FT64   | ۳۰ مارس ۲۰۰۰    |
| ۱۲۲۰۰۶ | 2000 FN73   | ۲۵ مارس ۲۰۰۰    |
| ۱۲۲۰۰۷ | 2000 GC7    | ۴ آوریل ۲۰۰۰    |
| ۱۲۲۰۰۸ | 2000 GL7    | ۴ آوریل ۲۰۰۰    |
| ۱۲۲۰۰۹ | 2000 GG10   | ۵ آوریل ۲۰۰۰    |
| ۱۲۲۰۱۰ | 2000 GG26   | ۵ آوریل ۲۰۰۰    |
| ۱۲۲۰۱۱ | 2000 GL28   | ۵ آوریل ۲۰۰۰    |
| ۱۲۲۰۱۲ | 2000 GB34   | ۵ آوریل ۲۰۰۰    |
| ۱۲۲۰۱۳ | 2000 GO34   | ۵ آوریل ۲۰۰۰    |
| ۱۲۲۰۱۴ | 2000 GT34   | ۵ آوریل ۲۰۰۰    |
| ۱۲۲۰۱۵ | 2000 GP35   | ۵ آوریل ۲۰۰۰    |
| ۱۲۲۰۱۶ | 2000 GP42   | ۵ آوریل ۲۰۰۰    |
| ۱۲۲۰۱۷ | 2000 GX42   | ۵ آوریل ۲۰۰۰    |
| ۱۲۲۰۱۸ | 2000 GA43   | ۵ آوریل ۲۰۰۰    |
| ۱۲۲۰۱۹ | 2000 GY43   | ۵ آوریل ۲۰۰۰    |
| ۱۲۲۰۲۰ | 2000 GS44   | ۵ آوریل ۲۰۰۰    |
| ۱۲۲۰۲۱ | 2000 GD45   | ۵ آوریل ۲۰۰۰    |
| ۱۲۲۰۲۲ | 2000 GY47   | ۵ آوریل ۲۰۰۰    |
| ۱۲۲۰۲۳ | 2000 GC48   | ۵ آوریل ۲۰۰۰    |
| ۱۲۲۰۲۴ | 2000 GC50   | ۵ آوریل ۲۰۰۰    |
| ۱۲۲۰۲۵ | 2000 GR54   | ۵ آوریل ۲۰۰۰    |
| ۱۲۲۰۲۶ | 2000 GV54   | ۵ آوریل ۲۰۰۰    |
| ۱۲۲۰۲۷ | 2000 GD59   | ۵ آوریل ۲۰۰۰    |
| ۱۲۲۰۲۸ | 2000 GR59   | ۵ آوریل ۲۰۰۰    |
| ۱۲۲۰۲۹ | 2000 GE60   | ۵ آوریل ۲۰۰۰    |
| ۱۲۲۰۳۰ | 2000 GB61   | ۵ آوریل ۲۰۰۰    |
| ۱۲۲۰۳۱ | 2000 GU61   | ۵ آوریل ۲۰۰۰    |
| ۱۲۲۰۳۲ | 2000 GS64   | ۵ آوریل ۲۰۰۰    |
| ۱۲۲۰۳۳ | 2000 GU65   | ۵ آوریل ۲۰۰۰    |
| ۱۲۲۰۳۴ | 2000 GL68   | ۵ آوریل ۲۰۰۰    |
| ۱۲۲۰۳۵ | 2000 GP68   | ۵ آوریل ۲۰۰۰    |
| ۱۲۲۰۳۶ | 2000 GK69   | ۵ آوریل ۲۰۰۰    |
| ۱۲۲۰۳۷ | 2000 GO69   | ۵ آوریل ۲۰۰۰    |
| ۱۲۲۰۳۸ | 2000 GJ75   | ۵ آوریل ۲۰۰۰    |
| ۱۲۲۰۳۹ | 2000 GN76   | ۵ آوریل ۲۰۰۰    |
| ۱۲۲۰۴۰ | 2000 GU76   | ۵ آوریل ۲۰۰۰    |
| ۱۲۲۰۴۱ | 2000 GP77   | ۵ آوریل ۲۰۰۰    |
| ۱۲۲۰۴۲ | 2000 GG79   | ۵ آوریل ۲۰۰۰    |
| ۱۲۲۰۴۳ | 2000 GV79   | ۶ آوریل ۲۰۰۰    |
| ۱۲۲۰۴۴ | 2000 GQ82   | ۹ آوریل ۲۰۰۰    |
| ۱۲۲۰۴۵ | 2000 GF90   | ۴ آوریل ۲۰۰۰    |
| ۱۲۲۰۴۶ | 2000 GW90   | ۴ آوریل ۲۰۰۰    |
| ۱۲۲۰۴۷ | 2000 GH92   | ۴ آوریل ۲۰۰۰    |
| ۱۲۲۰۴۸ | 2000 GE105  | ۷ آوریل ۲۰۰۰    |
| ۱۲۲۰۴۹ | 2000 GK112  | ۳ آوریل ۲۰۰۰    |
| ۱۲۲۰۵۰ | 2000 GL115  | ۸ آوریل ۲۰۰۰    |
| ۱۲۲۰۵۱ | 2000 GE122  | ۶ آوریل ۲۰۰۰    |
| ۱۲۲۰۵۲ | 2000 GM125  | ۷ آوریل ۲۰۰۰    |
| ۱۲۲۰۵۳ | 2000 GC140  | ۴ آوریل ۲۰۰۰    |
| ۱۲۲۰۵۴ | 2000 GD144  | ۶ آوریل ۲۰۰۰    |
| ۱۲۲۰۵۵ | 2000 GK145  | ۱۰ آوریل ۲۰۰۰   |
| ۱۲۲۰۵۶ | 2000 GR147  | ۱۰ آوریل ۲۰۰۰   |
| ۱۲۲۰۵۷ | 2000 GR149  | ۵ آوریل ۲۰۰۰    |
| ۱۲۲۰۵۸ | 2000 GK150  | ۵ آوریل ۲۰۰۰    |
| ۱۲۲۰۵۹ | 2000 GU153  | ۶ آوریل ۲۰۰۰    |
| ۱۲۲۰۶۰ | 2000 GT156  | ۶ آوریل ۲۰۰۰    |
| ۱۲۲۰۶۱ | 2000 GR164  | ۵ آوریل ۲۰۰۰    |
| ۱۲۲۰۶۲ | 2000 GL168  | ۴ آوریل ۲۰۰۰    |
| ۱۲۲۰۶۳ | 2000 GS173  | ۵ آوریل ۲۰۰۰    |
| ۱۲۲۰۶۴ | 2000 GZ173  | ۵ آوریل ۲۰۰۰    |
| ۱۲۲۰۶۵ | 2000 GX177  | ۴ آوریل ۲۰۰۰    |
| ۱۲۲۰۶۶ | 2000 GG179  | ۵ آوریل ۲۰۰۰    |
| ۱۲۲۰۶۷ | 2000 HJ5    | ۲۷ آوریل ۲۰۰۰   |
| ۱۲۲۰۶۸ | 2000 HH6    | ۲۴ آوریل ۲۰۰۰   |
| ۱۲۲۰۶۹ | 2000 HK6    | ۲۴ آوریل ۲۰۰۰   |
| ۱۲۲۰۷۰ | 2000 HW6    | ۲۴ آوریل ۲۰۰۰   |
| ۱۲۲۰۷۱ | 2000 HZ9    | ۲۷ آوریل ۲۰۰۰   |
| ۱۲۲۰۷۲ | 2000 HX18   | ۲۵ آوریل ۲۰۰۰   |
| ۱۲۲۰۷۳ | 2000 HJ21   | ۲۷ آوریل ۲۰۰۰   |
| ۱۲۲۰۷۴ | 2000 HY22   | ۳۰ آوریل ۲۰۰۰   |
| ۱۲۲۰۷۵ | 2000 HQ23   | ۳۰ آوریل ۲۰۰۰   |
| ۱۲۲۰۷۶ | 2000 HV25   | ۲۴ آوریل ۲۰۰۰   |
| ۱۲۲۰۷۷ | 2000 HO28   | ۲۹ آوریل ۲۰۰۰   |
| ۱۲۲۰۷۸ | 2000 HM32   | ۲۹ آوریل ۲۰۰۰   |
| ۱۲۲۰۷۹ | 2000 HB34   | ۲۵ آوریل ۲۰۰۰   |
| ۱۲۲۰۸۰ | 2000 HT39   | ۲۹ آوریل ۲۰۰۰   |
| ۱۲۲۰۸۱ | 2000 HU39   | ۲۹ آوریل ۲۰۰۰   |
| ۱۲۲۰۸۲ | 2000 HD41   | ۲۸ آوریل ۲۰۰۰   |
| ۱۲۲۰۸۳ | 2000 HC44   | ۲۵ آوریل ۲۰۰۰   |
| ۱۲۲۰۸۴ | 2000 HJ45   | ۲۶ آوریل ۲۰۰۰   |
| ۱۲۲۰۸۵ | 2000 HN45   | ۲۶ آوریل ۲۰۰۰   |
| ۱۲۲۰۸۶ | 2000 HT45   | ۲۶ آوریل ۲۰۰۰   |
| ۱۲۲۰۸۷ | 2000 HL46   | ۲۹ آوریل ۲۰۰۰   |
| ۱۲۲۰۸۸ | 2000 HH47   | ۲۹ آوریل ۲۰۰۰   |
| ۱۲۲۰۸۹ | 2000 HT48   | ۲۹ آوریل ۲۰۰۰   |
| ۱۲۲۰۹۰ | 2000 HC50   | ۲۹ آوریل ۲۰۰۰   |
| ۱۲۲۰۹۱ | 2000 HV50   | ۲۹ آوریل ۲۰۰۰   |
| ۱۲۲۰۹۲ | 2000 HZ50   | ۲۹ آوریل ۲۰۰۰   |
| ۱۲۲۰۹۳ | 2000 HQ60   | ۲۵ آوریل ۲۰۰۰   |
| ۱۲۲۰۹۴ | 2000 HU60   | ۲۵ آوریل ۲۰۰۰   |
| ۱۲۲۰۹۵ | 2000 HL62   | ۲۵ آوریل ۲۰۰۰   |
| ۱۲۲۰۹۶ | 2000 HU63   | ۲۶ آوریل ۲۰۰۰   |
| ۱۲۲۰۹۷ | 2000 HW69   | ۲۶ آوریل ۲۰۰۰   |
| ۱۲۲۰۹۸ | 2000 HA70   | ۲۶ آوریل ۲۰۰۰   |
| ۱۲۲۰۹۹ | 2000 HC71   | ۲۴ آوریل ۲۰۰۰   |
| ۱۲۲۱۰۰ | 2000 HN71   | ۲۴ آوریل ۲۰۰۰   |
| ۱۲۲۱۰۱ | 2000 HG72   | ۲۵ آوریل ۲۰۰۰   |
| ۱۲۲۱۰۲ | 2000 HM76   | ۲۷ آوریل ۲۰۰۰   |
| ۱۲۲۱۰۳ | 2000 HQ76   | ۲۷ آوریل ۲۰۰۰   |
| ۱۲۲۱۰۴ | 2000 HV84   | ۳۰ آوریل ۲۰۰۰   |
| ۱۲۲۱۰۵ | 2000 HZ85   | ۳۰ آوریل ۲۰۰۰   |
| ۱۲۲۱۰۶ | 2000 HC86   | ۳۰ آوریل ۲۰۰۰   |
| ۱۲۲۱۰۷ | 2000 HR92   | ۲۹ آوریل ۲۰۰۰   |
| ۱۲۲۱۰۸ | 2000 HQ93   | ۲۹ آوریل ۲۰۰۰   |
| ۱۲۲۱۰۹ | 2000 HJ94   | ۲۹ آوریل ۲۰۰۰   |
| ۱۲۲۱۱۰ | 2000 HN96   | ۲۸ آوریل ۲۰۰۰   |
| ۱۲۲۱۱۱ | 2000 HU99   | ۲۶ آوریل ۲۰۰۰   |
| ۱۲۲۱۱۲ | 2000 JV5    | ۱ مه ۲۰۰۰       |
| ۱۲۲۱۱۳ | 2000 JE10   | ۳ مه ۲۰۰۰       |
| ۱۲۲۱۱۴ | 2000 JB12   | ۵ مه ۲۰۰۰       |
| ۱۲۲۱۱۵ | 2000 JE12   | ۵ مه ۲۰۰۰       |
| ۱۲۲۱۱۶ | 2000 JL12   | ۵ مه ۲۰۰۰       |
| ۱۲۲۱۱۷ | 2000 JZ12   | ۶ مه ۲۰۰۰       |
| ۱۲۲۱۱۸ | 2000 JN13   | ۶ مه ۲۰۰۰       |
| ۱۲۲۱۱۹ | 2000 JP14   | ۶ مه ۲۰۰۰       |
| ۱۲۲۱۲۰ | 2000 JJ15   | ۶ مه ۲۰۰۰       |
| ۱۲۲۱۲۱ | 2000 JQ15   | ۳ مه ۲۰۰۰       |
| ۱۲۲۱۲۲ | 2000 JM16   | ۵ مه ۲۰۰۰       |
| ۱۲۲۱۲۳ | 2000 JN16   | ۵ مه ۲۰۰۰       |
| ۱۲۲۱۲۴ | 2000 JQ16   | ۵ مه ۲۰۰۰       |
| ۱۲۲۱۲۵ | 2000 JO17   | ۶ مه ۲۰۰۰       |
| ۱۲۲۱۲۶ | 2000 JG19   | ۴ مه ۲۰۰۰       |
| ۱۲۲۱۲۷ | 2000 JO19   | ۴ مه ۲۰۰۰       |
| ۱۲۲۱۲۸ | 2000 JW21   | ۶ مه ۲۰۰۰       |
| ۱۲۲۱۲۹ | 2000 JX21   | ۶ مه ۲۰۰۰       |
| ۱۲۲۱۳۰ | 2000 JE28   | ۷ مه ۲۰۰۰       |
| ۱۲۲۱۳۱ | 2000 JF34   | ۷ مه ۲۰۰۰       |
| ۱۲۲۱۳۲ | 2000 JO34   | ۷ مه ۲۰۰۰       |
| ۱۲۲۱۳۳ | 2000 JW34   | ۷ مه ۲۰۰۰       |
| ۱۲۲۱۳۴ | 2000 JF35   | ۷ مه ۲۰۰۰       |
| ۱۲۲۱۳۵ | 2000 JR36   | ۷ مه ۲۰۰۰       |
| ۱۲۲۱۳۶ | 2000 JB38   | ۷ مه ۲۰۰۰       |
| ۱۲۲۱۳۷ | 2000 JL38   | ۷ مه ۲۰۰۰       |
| ۱۲۲۱۳۸ | 2000 JQ38   | ۷ مه ۲۰۰۰       |
| ۱۲۲۱۳۹ | 2000 JF39   | ۷ مه ۲۰۰۰       |
| ۱۲۲۱۴۰ | 2000 JP40   | ۵ مه ۲۰۰۰       |
| ۱۲۲۱۴۱ | 2000 JQ41   | ۷ مه ۲۰۰۰       |
| ۱۲۲۱۴۲ | 2000 JW41   | ۷ مه ۲۰۰۰       |
| ۱۲۲۱۴۳ | 2000 JY41   | ۷ مه ۲۰۰۰       |
| ۱۲۲۱۴۴ | 2000 JY42   | ۷ مه ۲۰۰۰       |
| ۱۲۲۱۴۵ | 2000 JK43   | ۷ مه ۲۰۰۰       |
| ۱۲۲۱۴۶ | 2000 JT44   | ۷ مه ۲۰۰۰       |
| ۱۲۲۱۴۷ | 2000 JC45   | ۷ مه ۲۰۰۰       |
| ۱۲۲۱۴۸ | 2000 JE45   | ۷ مه ۲۰۰۰       |
| ۱۲۲۱۴۹ | 2000 JN45   | ۷ مه ۲۰۰۰       |
| ۱۲۲۱۵۰ | 2000 JY45   | ۷ مه ۲۰۰۰       |
| ۱۲۲۱۵۱ | 2000 JJ46   | ۷ مه ۲۰۰۰       |
| ۱۲۲۱۵۲ | 2000 JA53   | ۹ مه ۲۰۰۰       |
| ۱۲۲۱۵۳ | 2000 JO57   | ۶ مه ۲۰۰۰       |
| ۱۲۲۱۵۴ | 2000 JS59   | ۷ مه ۲۰۰۰       |
| ۱۲۲۱۵۵ | 2000 JY60   | ۷ مه ۲۰۰۰       |
| ۱۲۲۱۵۶ | 2000 JU69   | ۲ مه ۲۰۰۰       |
| ۱۲۲۱۵۷ | 2000 JA73   | ۲ مه ۲۰۰۰       |
| ۱۲۲۱۵۸ | 2000 JP74   | ۴ مه ۲۰۰۰       |
| ۱۲۲۱۵۹ | 2000 JM81   | ۹ مه ۲۰۰۰       |
| ۱۲۲۱۶۰ | 2000 JJ82   | ۷ مه ۲۰۰۰       |
| ۱۲۲۱۶۱ | 2000 JQ84   | ۱۳ مه ۲۰۰۰      |
| ۱۲۲۱۶۲ | 2000 KX1    | ۲۶ مه ۲۰۰۰      |
| ۱۲۲۱۶۳ | 2000 KA2    | ۲۷ مه ۲۰۰۰      |
| ۱۲۲۱۶۴ | 2000 KA3    | ۲۷ مه ۲۰۰۰      |
| ۱۲۲۱۶۵ | 2000 KJ3    | ۲۷ مه ۲۰۰۰      |
| ۱۲۲۱۶۶ | 2000 KD7    | ۲۷ مه ۲۰۰۰      |
| ۱۲۲۱۶۷ | 2000 KZ7    | ۲۷ مه ۲۰۰۰      |
| ۱۲۲۱۶۸ | 2000 KO9    | ۲۸ مه ۲۰۰۰      |
| ۱۲۲۱۶۹ | 2000 KL10   | ۲۸ مه ۲۰۰۰      |
| ۱۲۲۱۷۰ | 2000 KR11   | ۲۸ مه ۲۰۰۰      |
| ۱۲۲۱۷۱ | 2000 KZ13   | ۲۸ مه ۲۰۰۰      |
| ۱۲۲۱۷۲ | 2000 KJ18   | ۲۸ مه ۲۰۰۰      |
| ۱۲۲۱۷۳ | 2000 KC28   | ۲۸ مه ۲۰۰۰      |
| ۱۲۲۱۷۴ | 2000 KC31   | ۲۸ مه ۲۰۰۰      |
| ۱۲۲۱۷۵ | 2000 KL34   | ۲۷ مه ۲۰۰۰      |
| ۱۲۲۱۷۶ | 2000 KK35   | ۲۷ مه ۲۰۰۰      |
| ۱۲۲۱۷۷ | 2000 KU35   | ۲۷ مه ۲۰۰۰      |
| ۱۲۲۱۷۸ | 2000 KZ37   | ۲۴ مه ۲۰۰۰      |
| ۱۲۲۱۷۹ | 2000 KT38   | ۲۴ مه ۲۰۰۰      |
| ۱۲۲۱۸۰ | 2000 KV43   | ۲۸ مه ۲۰۰۰      |
| ۱۲۲۱۸۱ | 2000 KZ46   | ۲۷ مه ۲۰۰۰      |
| ۱۲۲۱۸۲ | 2000 KM49   | ۳۰ مه ۲۰۰۰      |
| ۱۲۲۱۸۳ | 2000 KY57   | ۲۴ مه ۲۰۰۰      |
| ۱۲۲۱۸۴ | 2000 KA58   | ۲۴ مه ۲۰۰۰      |
| ۱۲۲۱۸۵ | 2000 KF58   | ۲۴ مه ۲۰۰۰      |
| ۱۲۲۱۸۶ | 2000 KC60   | ۲۵ مه ۲۰۰۰      |
| ۱۲۲۱۸۷ | 2000 KW61   | ۲۶ مه ۲۰۰۰      |
| ۱۲۲۱۸۸ | 2000 KM63   | ۲۶ مه ۲۰۰۰      |
| ۱۲۲۱۸۹ | 2000 KP70   | ۲۸ مه ۲۰۰۰      |
| ۱۲۲۱۹۰ | 2000 KY74   | ۲۷ مه ۲۰۰۰      |
| ۱۲۲۱۹۱ | 2000 KV79   | ۲۷ مه ۲۰۰۰      |
| ۱۲۲۱۹۲ | 2000 KK82   | ۲۴ مه ۲۰۰۰      |
| ۱۲۲۱۹۳ | 2000 LJ1    | ۲ ژوئن ۲۰۰۰     |
| ۱۲۲۱۹۴ | 2000 LS1    | ۱ ژوئن ۲۰۰۰     |
| ۱۲۲۱۹۵ | 2000 LU2    | ۴ ژوئن ۲۰۰۰     |
| ۱۲۲۱۹۶ | 2000 LE7    | ۶ ژوئن ۲۰۰۰     |
| ۱۲۲۱۹۷ | 2000 LV9    | ۱ ژوئن ۲۰۰۰     |
| ۱۲۲۱۹۸ | 2000 LE16   | ۷ ژوئن ۲۰۰۰     |
| ۱۲۲۱۹۹ | 2000 LS20   | ۸ ژوئن ۲۰۰۰     |
| ۱۲۲۲۰۰ | 2000 LD21   | ۸ ژوئن ۲۰۰۰     |
| ۱۲۲۲۰۱ | 2000 LG21   | ۸ ژوئن ۲۰۰۰     |
| ۱۲۲۲۰۲ | 2000 LX21   | ۸ ژوئن ۲۰۰۰     |
| ۱۲۲۲۰۳ | 2000 LT26   | ۱ ژوئن ۲۰۰۰     |
| ۱۲۲۲۰۴ | 2000 LD28   | ۶ ژوئن ۲۰۰۰     |
| ۱۲۲۲۰۵ | 2000 LO30   | ۸ ژوئن ۲۰۰۰     |
| ۱۲۲۲۰۶ | 2000 LH31   | ۶ ژوئن ۲۰۰۰     |
| ۱۲۲۲۰۷ | 2000 LQ32   | ۴ ژوئن ۲۰۰۰     |
| ۱۲۲۲۰۸ | 2000 LY35   | ۱ ژوئن ۲۰۰۰     |
| ۱۲۲۲۰۹ | 2000 MY2    | ۲۷ ژوئن ۲۰۰۰    |
| ۱۲۲۲۱۰ | 2000 NL3    | ۷ ژوئیه ۲۰۰۰    |
| ۱۲۲۲۱۱ | 2000 ND4    | ۳ ژوئیه ۲۰۰۰    |
| ۱۲۲۲۱۲ | 2000 NG4    | ۳ ژوئیه ۲۰۰۰    |
| ۱۲۲۲۱۳ | 2000 NE7    | ۴ ژوئیه ۲۰۰۰    |
| ۱۲۲۲۱۴ | 2000 NR7    | ۴ ژوئیه ۲۰۰۰    |
| ۱۲۲۲۱۵ | 2000 NE10   | ۱ ژوئیه ۲۰۰۰    |
| ۱۲۲۲۱۶ | 2000 NG12   | ۵ ژوئیه ۲۰۰۰    |
| ۱۲۲۲۱۷ | 2000 NR13   | ۵ ژوئیه ۲۰۰۰    |
| ۱۲۲۲۱۸ | 2000 NY15   | ۵ ژوئیه ۲۰۰۰    |
| ۱۲۲۲۱۹ | 2000 NF16   | ۵ ژوئیه ۲۰۰۰    |
| ۱۲۲۲۲۰ | 2000 NT16   | ۵ ژوئیه ۲۰۰۰    |
| ۱۲۲۲۲۱ | 2000 ND20   | ۶ ژوئیه ۲۰۰۰    |
| ۱۲۲۲۲۲ | 2000 ND22   | ۷ ژوئیه ۲۰۰۰    |
| ۱۲۲۲۲۳ | 2000 NM22   | ۷ ژوئیه ۲۰۰۰    |
| ۱۲۲۲۲۴ | 2000 NL23   | ۵ ژوئیه ۲۰۰۰    |
| ۱۲۲۲۲۵ | 2000 NO24   | ۴ ژوئیه ۲۰۰۰    |
| ۱۲۲۲۲۶ | 2000 NX26   | ۴ ژوئیه ۲۰۰۰    |
| ۱۲۲۲۲۶ | 2000 OJ     | ۲۲ ژوئیه ۲۰۰۰   |
| ۱۲۲۲۲۸ | 2000 OA2    | ۲۷ ژوئیه ۲۰۰۰   |
| ۱۲۲۲۲۹ | 2000 OC2    | ۲۷ ژوئیه ۲۰۰۰   |
| ۱۲۲۲۳۰ | 2000 OQ3    | ۲۴ ژوئیه ۲۰۰۰   |
| ۱۲۲۲۳۱ | 2000 OV5    | ۲۴ ژوئیه ۲۰۰۰   |
| ۱۲۲۲۳۲ | 2000 OW5    | ۲۴ ژوئیه ۲۰۰۰   |
| ۱۲۲۲۳۳ | 2000 OH7    | ۲۹ ژوئیه ۲۰۰۰   |
| ۱۲۲۲۳۴ | 2000 OO7    | ۳۰ ژوئیه ۲۰۰۰   |
| ۱۲۲۲۳۵ | 2000 OT10   | ۲۳ ژوئیه ۲۰۰۰   |
| ۱۲۲۲۳۶ | 2000 OJ11   | ۲۳ ژوئیه ۲۰۰۰   |
| ۱۲۲۲۳۷ | 2000 OY11   | ۲۳ ژوئیه ۲۰۰۰   |
| ۱۲۲۲۳۸ | 2000 OB14   | ۲۳ ژوئیه ۲۰۰۰   |
| ۱۲۲۲۳۹ | 2000 OC14   | ۲۳ ژوئیه ۲۰۰۰   |
| ۱۲۲۲۴۰ | 2000 OF14   | ۲۳ ژوئیه ۲۰۰۰   |
| ۱۲۲۲۴۱ | 2000 OA17   | ۲۳ ژوئیه ۲۰۰۰   |
| ۱۲۲۲۴۲ | 2000 OL17   | ۲۳ ژوئیه ۲۰۰۰   |
| ۱۲۲۲۴۳ | 2000 OG18   | ۲۳ ژوئیه ۲۰۰۰   |
| ۱۲۲۲۴۴ | 2000 OS19   | ۳۰ ژوئیه ۲۰۰۰   |
| ۱۲۲۲۴۵ | 2000 OS21   | ۳۰ ژوئیه ۲۰۰۰   |
| ۱۲۲۲۴۶ | 2000 OT21   | ۳۰ ژوئیه ۲۰۰۰   |
| ۱۲۲۲۴۷ | 2000 OM27   | ۲۳ ژوئیه ۲۰۰۰   |
| ۱۲۲۲۴۸ | 2000 OE29   | ۳۰ ژوئیه ۲۰۰۰   |
| ۱۲۲۲۴۹ | 2000 OR30   | ۳۰ ژوئیه ۲۰۰۰   |
| ۱۲۲۲۵۰ | 2000 OP31   | ۳۰ ژوئیه ۲۰۰۰   |
| ۱۲۲۲۵۱ | 2000 OV31   | ۳۰ ژوئیه ۲۰۰۰   |
| ۱۲۲۲۵۲ | 2000 OM38   | ۳۰ ژوئیه ۲۰۰۰   |
| ۱۲۲۲۵۳ | 2000 OW38   | ۳۰ ژوئیه ۲۰۰۰   |
| ۱۲۲۲۵۴ | 2000 OW39   | ۳۰ ژوئیه ۲۰۰۰   |
| ۱۲۲۲۵۵ | 2000 OB41   | ۳۰ ژوئیه ۲۰۰۰   |
| ۱۲۲۲۵۶ | 2000 OA42   | ۳۰ ژوئیه ۲۰۰۰   |
| ۱۲۲۲۵۷ | 2000 OW42   | ۳۰ ژوئیه ۲۰۰۰   |
| ۱۲۲۲۵۸ | 2000 OD44   | ۳۰ ژوئیه ۲۰۰۰   |
| ۱۲۲۲۵۹ | 2000 OH44   | ۳۰ ژوئیه ۲۰۰۰   |
| ۱۲۲۲۶۰ | 2000 OY44   | ۳۰ ژوئیه ۲۰۰۰   |
| ۱۲۲۲۶۱ | 2000 OK45   | ۳۰ ژوئیه ۲۰۰۰   |
| ۱۲۲۲۶۲ | 2000 ON46   | ۳۱ ژوئیه ۲۰۰۰   |
| ۱۲۲۲۶۳ | 2000 OX49   | ۳۱ ژوئیه ۲۰۰۰   |
| ۱۲۲۲۶۴ | 2000 OO52   | ۳۱ ژوئیه ۲۰۰۰   |
| ۱۲۲۲۶۵ | 2000 OZ52   | ۳۱ ژوئیه ۲۰۰۰   |
| ۱۲۲۲۶۶ | 2000 OR53   | ۳۰ ژوئیه ۲۰۰۰   |
| ۱۲۲۲۶۷ | 2000 OP54   | ۲۹ ژوئیه ۲۰۰۰   |
| ۱۲۲۲۶۸ | 2000 OF57   | ۲۹ ژوئیه ۲۰۰۰   |
| ۱۲۲۲۶۹ | 2000 OH58   | ۲۹ ژوئیه ۲۰۰۰   |
| ۱۲۲۲۷۰ | 2000 OP58   | ۲۹ ژوئیه ۲۰۰۰   |
| ۱۲۲۲۷۱ | 2000 OD61   | ۳۰ ژوئیه ۲۰۰۰   |
| ۱۲۲۲۷۱ | 2000 PV     | ۱ اوت ۲۰۰۰      |
| ۱۲۲۲۷۳ | 2000 PT1    | ۳ اوت ۲۰۰۰      |
| ۱۲۲۲۷۴ | 2000 PH3    | ۱ اوت ۲۰۰۰      |
| ۱۲۲۲۷۵ | 2000 PG4    | ۱ اوت ۲۰۰۰      |
| ۱۲۲۲۷۶ | 2000 PJ4    | ۱ اوت ۲۰۰۰      |
| ۱۲۲۲۷۷ | 2000 PY4    | ۴ اوت ۲۰۰۰      |
| ۱۲۲۲۷۸ | 2000 PD5    | ۵ اوت ۲۰۰۰      |
| ۱۲۲۲۷۹ | 2000 PE7    | ۶ اوت ۲۰۰۰      |
| ۱۲۲۲۸۰ | 2000 PQ8    | ۸ اوت ۲۰۰۰      |
| ۱۲۲۲۸۱ | 2000 PS12   | ۸ اوت ۲۰۰۰      |
| ۱۲۲۲۸۲ | 2000 PD14   | ۱ اوت ۲۰۰۰      |
| ۱۲۲۲۸۳ | 2000 PH14   | ۱ اوت ۲۰۰۰      |
| ۱۲۲۲۸۴ | 2000 PO14   | ۱ اوت ۲۰۰۰      |
| ۱۲۲۲۸۵ | 2000 PM16   | ۱ اوت ۲۰۰۰      |
| ۱۲۲۲۸۶ | 2000 PQ16   | ۱ اوت ۲۰۰۰      |
| ۱۲۲۲۸۷ | 2000 PZ16   | ۱ اوت ۲۰۰۰      |
| ۱۲۲۲۸۸ | 2000 PG17   | ۱ اوت ۲۰۰۰      |
| ۱۲۲۲۸۹ | 2000 PQ18   | ۱ اوت ۲۰۰۰      |
| ۱۲۲۲۹۰ | 2000 PS18   | ۱ اوت ۲۰۰۰      |
| ۱۲۲۲۹۱ | 2000 PN19   | ۱ اوت ۲۰۰۰      |
| ۱۲۲۲۹۲ | 2000 PG20   | ۱ اوت ۲۰۰۰      |
| ۱۲۲۲۹۳ | 2000 PP20   | ۱ اوت ۲۰۰۰      |
| ۱۲۲۲۹۴ | 2000 PS20   | ۱ اوت ۲۰۰۰      |
| ۱۲۲۲۹۵ | 2000 PH21   | ۱ اوت ۲۰۰۰      |
| ۱۲۲۲۹۶ | 2000 PM22   | ۱ اوت ۲۰۰۰      |
| ۱۲۲۲۹۷ | 2000 PJ23   | ۲ اوت ۲۰۰۰      |
| ۱۲۲۲۹۸ | 2000 PP25   | ۴ اوت ۲۰۰۰      |
| ۱۲۲۲۹۹ | 2000 PQ25   | ۴ اوت ۲۰۰۰      |
| ۱۲۲۳۰۰ | 2000 QF3    | ۲۴ اوت ۲۰۰۰     |
| ۱۲۲۳۰۱ | 2000 QQ3    | ۲۴ اوت ۲۰۰۰     |
| ۱۲۲۳۰۲ | 2000 QO4    | ۲۴ اوت ۲۰۰۰     |
| ۱۲۲۳۰۳ | 2000 QA5    | ۲۴ اوت ۲۰۰۰     |
| ۱۲۲۳۰۴ | 2000 QT5    | ۲۴ اوت ۲۰۰۰     |
| ۱۲۲۳۰۵ | 2000 QV5    | ۲۴ اوت ۲۰۰۰     |
| ۱۲۲۳۰۶ | 2000 QD6    | ۲۴ اوت ۲۰۰۰     |
| ۱۲۲۳۰۷ | 2000 QE8    | ۲۵ اوت ۲۰۰۰     |
| ۱۲۲۳۰۸ | 2000 QJ8    | ۲۵ اوت ۲۰۰۰     |
| ۱۲۲۳۰۹ | 2000 QV8    | ۲۴ اوت ۲۰۰۰     |
| ۱۲۲۳۱۰ | 2000 QJ9    | ۲۱ اوت ۲۰۰۰     |
| ۱۲۲۳۱۱ | 2000 QL9    | ۲۵ اوت ۲۰۰۰     |
| ۱۲۲۳۱۲ | 2000 QU9    | ۲۴ اوت ۲۰۰۰     |
| ۱۲۲۳۱۳ | 2000 QL10   | ۲۴ اوت ۲۰۰۰     |
| ۱۲۲۳۱۴ | 2000 QS10   | ۲۴ اوت ۲۰۰۰     |
| ۱۲۲۳۱۵ | 2000 QO12   | ۲۴ اوت ۲۰۰۰     |
| ۱۲۲۳۱۶ | 2000 QQ12   | ۲۴ اوت ۲۰۰۰     |
| ۱۲۲۳۱۷ | 2000 QU12   | ۲۴ اوت ۲۰۰۰     |
| ۱۲۲۳۱۸ | 2000 QV12   | ۲۴ اوت ۲۰۰۰     |
| ۱۲۲۳۱۹ | 2000 QQ13   | ۲۴ اوت ۲۰۰۰     |
| ۱۲۲۳۲۰ | 2000 QX13   | ۲۴ اوت ۲۰۰۰     |
| ۱۲۲۳۲۱ | 2000 QB14   | ۲۴ اوت ۲۰۰۰     |
| ۱۲۲۳۲۲ | 2000 QQ15   | ۲۴ اوت ۲۰۰۰     |
| ۱۲۲۳۲۳ | 2000 QZ17   | ۲۴ اوت ۲۰۰۰     |
| ۱۲۲۳۲۴ | 2000 QO19   | ۲۴ اوت ۲۰۰۰     |
| ۱۲۲۳۲۵ | 2000 QP19   | ۲۴ اوت ۲۰۰۰     |
| ۱۲۲۳۲۶ | 2000 QH20   | ۲۴ اوت ۲۰۰۰     |
| ۱۲۲۳۲۷ | 2000 QO20   | ۲۴ اوت ۲۰۰۰     |
| ۱۲۲۳۲۸ | 2000 QJ21   | ۲۴ اوت ۲۰۰۰     |
| ۱۲۲۳۲۹ | 2000 QZ22   | ۲۵ اوت ۲۰۰۰     |
| ۱۲۲۳۳۰ | 2000 QL23   | ۲۵ اوت ۲۰۰۰     |
| ۱۲۲۳۳۱ | 2000 QY24   | ۲۵ اوت ۲۰۰۰     |
| ۱۲۲۳۳۲ | 2000 QY26   | ۲۴ اوت ۲۰۰۰     |
| ۱۲۲۳۳۳ | 2000 QE27   | ۲۴ اوت ۲۰۰۰     |
| ۱۲۲۳۳۴ | 2000 QM28   | ۲۴ اوت ۲۰۰۰     |
| ۱۲۲۳۳۵ | 2000 QX28   | ۲۴ اوت ۲۰۰۰     |
| ۱۲۲۳۳۶ | 2000 QS34   | ۲۶ اوت ۲۰۰۰     |
| ۱۲۲۳۳۷ | 2000 QA35   | ۲۷ اوت ۲۰۰۰     |
| ۱۲۲۳۳۸ | 2000 QD36   | ۲۴ اوت ۲۰۰۰     |
| ۱۲۲۳۳۹ | 2000 QG36   | ۲۴ اوت ۲۰۰۰     |
| ۱۲۲۳۴۰ | 2000 QL36   | ۲۴ اوت ۲۰۰۰     |
| ۱۲۲۳۴۱ | 2000 QT36   | ۲۴ اوت ۲۰۰۰     |
| ۱۲۲۳۴۲ | 2000 QT37   | ۲۴ اوت ۲۰۰۰     |
| ۱۲۲۳۴۳ | 2000 QK38   | ۲۴ اوت ۲۰۰۰     |
| ۱۲۲۳۴۴ | 2000 QR38   | ۲۴ اوت ۲۰۰۰     |
| ۱۲۲۳۴۵ | 2000 QW38   | ۲۴ اوت ۲۰۰۰     |
| ۱۲۲۳۴۶ | 2000 QY38   | ۲۴ اوت ۲۰۰۰     |
| ۱۲۲۳۴۷ | 2000 QC40   | ۲۴ اوت ۲۰۰۰     |
| ۱۲۲۳۴۸ | 2000 QT40   | ۲۴ اوت ۲۰۰۰     |
| ۱۲۲۳۴۹ | 2000 QH41   | ۲۴ اوت ۲۰۰۰     |
| ۱۲۲۳۵۰ | 2000 QB42   | ۲۴ اوت ۲۰۰۰     |
| ۱۲۲۳۵۱ | 2000 QH44   | ۲۴ اوت ۲۰۰۰     |
| ۱۲۲۳۵۲ | 2000 QK44   | ۲۴ اوت ۲۰۰۰     |
| ۱۲۲۳۵۳ | 2000 QT44   | ۲۴ اوت ۲۰۰۰     |
| ۱۲۲۳۵۴ | 2000 QX44   | ۲۴ اوت ۲۰۰۰     |
| ۱۲۲۳۵۵ | 2000 QU47   | ۲۴ اوت ۲۰۰۰     |
| ۱۲۲۳۵۶ | 2000 QW48   | ۲۴ اوت ۲۰۰۰     |
| ۱۲۲۳۵۷ | 2000 QH49   | ۲۴ اوت ۲۰۰۰     |
| ۱۲۲۳۵۸ | 2000 QM49   | ۲۴ اوت ۲۰۰۰     |
| ۱۲۲۳۵۹ | 2000 QS50   | ۲۴ اوت ۲۰۰۰     |
| ۱۲۲۳۶۰ | 2000 QJ51   | ۲۴ اوت ۲۰۰۰     |
| ۱۲۲۳۶۱ | 2000 QF52   | ۲۴ اوت ۲۰۰۰     |
| ۱۲۲۳۶۲ | 2000 QG52   | ۲۴ اوت ۲۰۰۰     |
| ۱۲۲۳۶۳ | 2000 QK52   | ۲۴ اوت ۲۰۰۰     |
| ۱۲۲۳۶۴ | 2000 QH54   | ۲۵ اوت ۲۰۰۰     |
| ۱۲۲۳۶۵ | 2000 QL54   | ۲۵ اوت ۲۰۰۰     |
| ۱۲۲۳۶۶ | 2000 QC57   | ۲۶ اوت ۲۰۰۰     |
| ۱۲۲۳۶۷ | 2000 QW57   | ۲۶ اوت ۲۰۰۰     |
| ۱۲۲۳۶۸ | 2000 QZ57   | ۲۶ اوت ۲۰۰۰     |
| ۱۲۲۳۶۹ | 2000 QK58   | ۲۶ اوت ۲۰۰۰     |
| ۱۲۲۳۷۰ | 2000 QA59   | ۲۶ اوت ۲۰۰۰     |
| ۱۲۲۳۷۱ | 2000 QH60   | ۲۶ اوت ۲۰۰۰     |
| ۱۲۲۳۷۲ | 2000 QU60   | ۲۶ اوت ۲۰۰۰     |
| ۱۲۲۳۷۳ | 2000 QN61   | ۲۸ اوت ۲۰۰۰     |
| ۱۲۲۳۷۴ | 2000 QO63   | ۲۸ اوت ۲۰۰۰     |
| ۱۲۲۳۷۵ | 2000 QO64   | ۲۸ اوت ۲۰۰۰     |
| ۱۲۲۳۷۶ | 2000 QO65   | ۲۸ اوت ۲۰۰۰     |
| ۱۲۲۳۷۷ | 2000 QU65   | ۲۸ اوت ۲۰۰۰     |
| ۱۲۲۳۷۸ | 2000 QA66   | ۲۸ اوت ۲۰۰۰     |
| ۱۲۲۳۷۹ | 2000 QG67   | ۲۸ اوت ۲۰۰۰     |
| ۱۲۲۳۸۰ | 2000 QA70   | ۲۴ اوت ۲۰۰۰     |
| ۱۲۲۳۸۱ | 2000 QH70   | ۲۸ اوت ۲۰۰۰     |
| ۱۲۲۳۸۲ | 2000 QT70   | ۲۹ اوت ۲۰۰۰     |
| ۱۲۲۳۸۳ | 2000 QW70   | ۲۶ اوت ۲۰۰۰     |
| ۱۲۲۳۸۴ | 2000 QU71   | ۲۴ اوت ۲۰۰۰     |
| ۱۲۲۳۸۵ | 2000 QG72   | ۲۴ اوت ۲۰۰۰     |
| ۱۲۲۳۸۶ | 2000 QK72   | ۲۴ اوت ۲۰۰۰     |
| ۱۲۲۳۸۷ | 2000 QQ72   | ۲۴ اوت ۲۰۰۰     |
| ۱۲۲۳۸۸ | 2000 QV72   | ۲۴ اوت ۲۰۰۰     |
| ۱۲۲۳۸۹ | 2000 QW74   | ۲۴ اوت ۲۰۰۰     |
| ۱۲۲۳۹۰ | 2000 QH75   | ۲۴ اوت ۲۰۰۰     |
| ۱۲۲۳۹۱ | 2000 QZ75   | ۲۴ اوت ۲۰۰۰     |
| ۱۲۲۳۹۲ | 2000 QP76   | ۲۴ اوت ۲۰۰۰     |
| ۱۲۲۳۹۳ | 2000 QG77   | ۲۴ اوت ۲۰۰۰     |
| ۱۲۲۳۹۴ | 2000 QN77   | ۲۴ اوت ۲۰۰۰     |
| ۱۲۲۳۹۵ | 2000 QR77   | ۲۴ اوت ۲۰۰۰     |
| ۱۲۲۳۹۶ | 2000 QS77   | ۲۴ اوت ۲۰۰۰     |
| ۱۲۲۳۹۷ | 2000 QJ79   | ۲۴ اوت ۲۰۰۰     |
| ۱۲۲۳۹۸ | 2000 QK79   | ۲۴ اوت ۲۰۰۰     |
| ۱۲۲۳۹۹ | 2000 QO79   | ۲۴ اوت ۲۰۰۰     |
| ۱۲۲۴۰۰ | 2000 QZ80   | ۲۴ اوت ۲۰۰۰     |
| ۱۲۲۴۰۱ | 2000 QS81   | ۲۴ اوت ۲۰۰۰     |
| ۱۲۲۴۰۲ | 2000 QD83   | ۲۴ اوت ۲۰۰۰     |
| ۱۲۲۴۰۳ | 2000 QL83   | ۲۴ اوت ۲۰۰۰     |
| ۱۲۲۴۰۴ | 2000 QE86   | ۲۵ اوت ۲۰۰۰     |
| ۱۲۲۴۰۵ | 2000 QZ86   | ۲۵ اوت ۲۰۰۰     |
| ۱۲۲۴۰۶ | 2000 QB87   | ۲۵ اوت ۲۰۰۰     |
| ۱۲۲۴۰۷ | 2000 QN87   | ۲۵ اوت ۲۰۰۰     |
| ۱۲۲۴۰۸ | 2000 QV88   | ۲۵ اوت ۲۰۰۰     |
| ۱۲۲۴۰۹ | 2000 QE89   | ۲۵ اوت ۲۰۰۰     |
| ۱۲۲۴۱۰ | 2000 QD90   | ۲۵ اوت ۲۰۰۰     |
| ۱۲۲۴۱۱ | 2000 QV90   | ۲۵ اوت ۲۰۰۰     |
| ۱۲۲۴۱۲ | 2000 QV91   | ۲۵ اوت ۲۰۰۰     |
| ۱۲۲۴۱۳ | 2000 QT92   | ۲۵ اوت ۲۰۰۰     |
| ۱۲۲۴۱۴ | 2000 QO93   | ۲۶ اوت ۲۰۰۰     |
| ۱۲۲۴۱۵ | 2000 QF94   | ۲۶ اوت ۲۰۰۰     |
| ۱۲۲۴۱۶ | 2000 QQ95   | ۲۶ اوت ۲۰۰۰     |
| ۱۲۲۴۱۷ | 2000 QG96   | ۲۸ اوت ۲۰۰۰     |
| ۱۲۲۴۱۸ | 2000 QP97   | ۲۸ اوت ۲۰۰۰     |
| ۱۲۲۴۱۹ | 2000 QB99   | ۲۸ اوت ۲۰۰۰     |
| ۱۲۲۴۲۰ | 2000 QV100  | ۲۸ اوت ۲۰۰۰     |
| ۱۲۲۴۲۱ | 2000 QZ101  | ۲۸ اوت ۲۰۰۰     |
| ۱۲۲۴۲۲ | 2000 QN102  | ۲۸ اوت ۲۰۰۰     |
| ۱۲۲۴۲۳ | 2000 QM104  | ۲۸ اوت ۲۰۰۰     |
| ۱۲۲۴۲۴ | 2000 QU104  | ۲۸ اوت ۲۰۰۰     |
| ۱۲۲۴۲۵ | 2000 QQ107  | ۲۹ اوت ۲۰۰۰     |
| ۱۲۲۴۲۶ | 2000 QY107  | ۲۹ اوت ۲۰۰۰     |
| ۱۲۲۴۲۷ | 2000 QE108  | ۲۹ اوت ۲۰۰۰     |
| ۱۲۲۴۲۸ | 2000 QO108  | ۲۹ اوت ۲۰۰۰     |
| ۱۲۲۴۲۹ | 2000 QC109  | ۲۹ اوت ۲۰۰۰     |
| ۱۲۲۴۳۰ | 2000 QM111  | ۲۴ اوت ۲۰۰۰     |
| ۱۲۲۴۳۱ | 2000 QP111  | ۲۴ اوت ۲۰۰۰     |
| ۱۲۲۴۳۲ | 2000 QL114  | ۲۴ اوت ۲۰۰۰     |
| ۱۲۲۴۳۳ | 2000 QB115  | ۲۴ اوت ۲۰۰۰     |
| ۱۲۲۴۳۴ | 2000 QO115  | ۲۵ اوت ۲۰۰۰     |
| ۱۲۲۴۳۵ | 2000 QJ120  | ۲۵ اوت ۲۰۰۰     |
| ۱۲۲۴۳۶ | 2000 QU120  | ۲۵ اوت ۲۰۰۰     |
| ۱۲۲۴۳۷ | 2000 QW120  | ۲۵ اوت ۲۰۰۰     |
| ۱۲۲۴۳۸ | 2000 QC122  | ۲۵ اوت ۲۰۰۰     |
| ۱۲۲۴۳۹ | 2000 QS123  | ۲۵ اوت ۲۰۰۰     |
| ۱۲۲۴۴۰ | 2000 QV125  | ۳۱ اوت ۲۰۰۰     |
| ۱۲۲۴۴۱ | 2000 QH126  | ۳۱ اوت ۲۰۰۰     |
| ۱۲۲۴۴۲ | 2000 QU131  | ۲۵ اوت ۲۰۰۰     |
| ۱۲۲۴۴۳ | 2000 QX131  | ۲۶ اوت ۲۰۰۰     |
| ۱۲۲۴۴۴ | 2000 QX133  | ۲۶ اوت ۲۰۰۰     |
| ۱۲۲۴۴۵ | 2000 QQ134  | ۲۶ اوت ۲۰۰۰     |
| ۱۲۲۴۴۶ | 2000 QW134  | ۲۶ اوت ۲۰۰۰     |
| ۱۲۲۴۴۷ | 2000 QA136  | ۲۸ اوت ۲۰۰۰     |
| ۱۲۲۴۴۸ | 2000 QP136  | ۲۹ اوت ۲۰۰۰     |
| ۱۲۲۴۴۹ | 2000 QG137  | ۳۱ اوت ۲۰۰۰     |
| ۱۲۲۴۵۰ | 2000 QW138  | ۳۱ اوت ۲۰۰۰     |
| ۱۲۲۴۵۱ | 2000 QY138  | ۳۱ اوت ۲۰۰۰     |
| ۱۲۲۴۵۲ | 2000 QO139  | ۳۱ اوت ۲۰۰۰     |
| ۱۲۲۴۵۳ | 2000 QV139  | ۳۱ اوت ۲۰۰۰     |
| ۱۲۲۴۵۴ | 2000 QX140  | ۳۱ اوت ۲۰۰۰     |
| ۱۲۲۴۵۵ | 2000 QK141  | ۳۱ اوت ۲۰۰۰     |
| ۱۲۲۴۵۶ | 2000 QP141  | ۳۱ اوت ۲۰۰۰     |
| ۱۲۲۴۵۷ | 2000 QE142  | ۳۱ اوت ۲۰۰۰     |
| ۱۲۲۴۵۸ | 2000 QV144  | ۳۱ اوت ۲۰۰۰     |
| ۱۲۲۴۵۹ | 2000 QX144  | ۳۱ اوت ۲۰۰۰     |
| ۱۲۲۴۶۰ | 2000 QB146  | ۳۱ اوت ۲۰۰۰     |
| ۱۲۲۴۶۱ | 2000 QD146  | ۳۱ اوت ۲۰۰۰     |
| ۱۲۲۴۶۲ | 2000 QB147  | ۳۱ اوت ۲۰۰۰     |
| ۱۲۲۴۶۳ | 2000 QP148  | ۲۵ اوت ۲۰۰۰     |
| ۱۲۲۴۶۴ | 2000 QD149  | ۲۴ اوت ۲۰۰۰     |
| ۱۲۲۴۶۵ | 2000 QY149  | ۲۵ اوت ۲۰۰۰     |
| ۱۲۲۴۶۶ | 2000 QM150  | ۲۵ اوت ۲۰۰۰     |
| ۱۲۲۴۶۷ | 2000 QC151  | ۲۵ اوت ۲۰۰۰     |
| ۱۲۲۴۶۸ | 2000 QO154  | ۳۱ اوت ۲۰۰۰     |
| ۱۲۲۴۶۹ | 2000 QK155  | ۳۱ اوت ۲۰۰۰     |
| ۱۲۲۴۷۰ | 2000 QQ155  | ۳۱ اوت ۲۰۰۰     |
| ۱۲۲۴۷۱ | 2000 QR155  | ۳۱ اوت ۲۰۰۰     |
| ۱۲۲۴۷۲ | 2000 QY156  | ۳۱ اوت ۲۰۰۰     |
| ۱۲۲۴۷۳ | 2000 QG162  | ۳۱ اوت ۲۰۰۰     |
| ۱۲۲۴۷۴ | 2000 QQ163  | ۳۱ اوت ۲۰۰۰     |
| ۱۲۲۴۷۵ | 2000 QY164  | ۳۱ اوت ۲۰۰۰     |
| ۱۲۲۴۷۶ | 2000 QL165  | ۳۱ اوت ۲۰۰۰     |
| ۱۲۲۴۷۷ | 2000 QO165  | ۳۱ اوت ۲۰۰۰     |
| ۱۲۲۴۷۸ | 2000 QZ166  | ۳۱ اوت ۲۰۰۰     |
| ۱۲۲۴۷۹ | 2000 QH167  | ۳۱ اوت ۲۰۰۰     |
| ۱۲۲۴۸۰ | 2000 QR167  | ۳۱ اوت ۲۰۰۰     |
| ۱۲۲۴۸۱ | 2000 QS168  | ۳۱ اوت ۲۰۰۰     |
| ۱۲۲۴۸۲ | 2000 QB169  | ۳۱ اوت ۲۰۰۰     |
| ۱۲۲۴۸۳ | 2000 QK170  | ۳۱ اوت ۲۰۰۰     |
| ۱۲۲۴۸۴ | 2000 QF171  | ۳۱ اوت ۲۰۰۰     |
| ۱۲۲۴۸۵ | 2000 QK171  | ۳۱ اوت ۲۰۰۰     |
| ۱۲۲۴۸۶ | 2000 QW171  | ۳۱ اوت ۲۰۰۰     |
| ۱۲۲۴۸۷ | 2000 QX171  | ۳۱ اوت ۲۰۰۰     |
| ۱۲۲۴۸۸ | 2000 QJ172  | ۳۱ اوت ۲۰۰۰     |
| ۱۲۲۴۸۹ | 2000 QZ174  | ۳۱ اوت ۲۰۰۰     |
| ۱۲۲۴۹۰ | 2000 QF175  | ۳۱ اوت ۲۰۰۰     |
| ۱۲۲۴۹۱ | 2000 QV175  | ۳۱ اوت ۲۰۰۰     |
| ۱۲۲۴۹۲ | 2000 QP179  | ۳۱ اوت ۲۰۰۰     |
| ۱۲۲۴۹۳ | 2000 QJ180  | ۳۱ اوت ۲۰۰۰     |
| ۱۲۲۴۹۴ | 2000 QS180  | ۳۱ اوت ۲۰۰۰     |
| ۱۲۲۴۹۵ | 2000 QG181  | ۳۱ اوت ۲۰۰۰     |
| ۱۲۲۴۹۶ | 2000 QM184  | ۲۶ اوت ۲۰۰۰     |
| ۱۲۲۴۹۷ | 2000 QM185  | ۲۶ اوت ۲۰۰۰     |
| ۱۲۲۴۹۸ | 2000 QL186  | ۲۶ اوت ۲۰۰۰     |
| ۱۲۲۴۹۹ | 2000 QC190  | ۲۶ اوت ۲۰۰۰     |
| ۱۲۲۵۰۰ | 2000 QB194  | ۲۹ اوت ۲۰۰۰     |
| ۱۲۲۵۰۱ | 2000 QJ194  | ۳۱ اوت ۲۰۰۰     |
| ۱۲۲۵۰۲ | 2000 QO195  | ۲۶ اوت ۲۰۰۰     |
| ۱۲۲۵۰۳ | 2000 QN196  | ۲۹ اوت ۲۰۰۰     |
| ۱۲۲۵۰۴ | 2000 QU196  | ۲۹ اوت ۲۰۰۰     |
| ۱۲۲۵۰۵ | 2000 QB197  | ۲۹ اوت ۲۰۰۰     |
| ۱۲۲۵۰۶ | 2000 QH197  | ۲۹ اوت ۲۰۰۰     |
| ۱۲۲۵۰۷ | 2000 QB198  | ۲۹ اوت ۲۰۰۰     |
| ۱۲۲۵۰۸ | 2000 QD198  | ۲۹ اوت ۲۰۰۰     |
| ۱۲۲۵۰۹ | 2000 QS199  | ۲۹ اوت ۲۰۰۰     |
| ۱۲۲۵۱۰ | 2000 QT199  | ۲۹ اوت ۲۰۰۰     |
| ۱۲۲۵۱۱ | 2000 QP200  | ۲۹ اوت ۲۰۰۰     |
| ۱۲۲۵۱۲ | 2000 QB201  | ۲۹ اوت ۲۰۰۰     |
| ۱۲۲۵۱۳ | 2000 QQ201  | ۲۹ اوت ۲۰۰۰     |
| ۱۲۲۵۱۴ | 2000 QW202  | ۲۹ اوت ۲۰۰۰     |
| ۱۲۲۵۱۵ | 2000 QX203  | ۲۹ اوت ۲۰۰۰     |
| ۱۲۲۵۱۶ | 2000 QN204  | ۳۱ اوت ۲۰۰۰     |
| ۱۲۲۵۱۷ | 2000 QW205  | ۳۱ اوت ۲۰۰۰     |
| ۱۲۲۵۱۸ | 2000 QZ205  | ۳۱ اوت ۲۰۰۰     |
| ۱۲۲۵۱۹ | 2000 QJ206  | ۳۱ اوت ۲۰۰۰     |
| ۱۲۲۵۲۰ | 2000 QN206  | ۳۱ اوت ۲۰۰۰     |
| ۱۲۲۵۲۱ | 2000 QR206  | ۳۱ اوت ۲۰۰۰     |
| ۱۲۲۵۲۲ | 2000 QK207  | ۳۱ اوت ۲۰۰۰     |
| ۱۲۲۵۲۳ | 2000 QV207  | ۳۱ اوت ۲۰۰۰     |
| ۱۲۲۵۲۴ | 2000 QW208  | ۳۱ اوت ۲۰۰۰     |
| ۱۲۲۵۲۵ | 2000 QF209  | ۳۱ اوت ۲۰۰۰     |
| ۱۲۲۵۲۶ | 2000 QM209  | ۳۱ اوت ۲۰۰۰     |
| ۱۲۲۵۲۷ | 2000 QD210  | ۳۱ اوت ۲۰۰۰     |
| ۱۲۲۵۲۸ | 2000 QP210  | ۳۱ اوت ۲۰۰۰     |
| ۱۲۲۵۲۹ | 2000 QD211  | ۳۱ اوت ۲۰۰۰     |
| ۱۲۲۵۳۰ | 2000 QP211  | ۳۱ اوت ۲۰۰۰     |
| ۱۲۲۵۳۱ | 2000 QJ212  | ۳۱ اوت ۲۰۰۰     |
| ۱۲۲۵۳۲ | 2000 QB215  | ۳۱ اوت ۲۰۰۰     |
| ۱۲۲۵۳۳ | 2000 QE215  | ۳۱ اوت ۲۰۰۰     |
| ۱۲۲۵۳۴ | 2000 QL215  | ۳۱ اوت ۲۰۰۰     |
| ۱۲۲۵۳۵ | 2000 QN216  | ۳۱ اوت ۲۰۰۰     |
| ۱۲۲۵۳۶ | 2000 QY216  | ۳۱ اوت ۲۰۰۰     |
| ۱۲۲۵۳۷ | 2000 QX218  | ۲۰ اوت ۲۰۰۰     |
| ۱۲۲۵۳۸ | 2000 QM220  | ۲۱ اوت ۲۰۰۰     |
| ۱۲۲۵۳۹ | 2000 QN220  | ۲۱ اوت ۲۰۰۰     |
| ۱۲۲۵۴۰ | 2000 QS220  | ۲۱ اوت ۲۰۰۰     |
| ۱۲۲۵۴۱ | 2000 QM221  | ۲۱ اوت ۲۰۰۰     |
| ۱۲۲۵۴۲ | 2000 QJ222  | ۲۱ اوت ۲۰۰۰     |
| ۱۲۲۵۴۳ | 2000 QX223  | ۲۶ اوت ۲۰۰۰     |
| ۱۲۲۵۴۴ | 2000 QK224  | ۲۶ اوت ۲۰۰۰     |
| ۱۲۲۵۴۵ | 2000 QA225  | ۲۹ اوت ۲۰۰۰     |
| ۱۲۲۵۴۶ | 2000 QT226  | ۳۱ اوت ۲۰۰۰     |
| ۱۲۲۵۴۷ | 2000 QC228  | ۳۱ اوت ۲۰۰۰     |
| ۱۲۲۵۴۸ | 2000 QK228  | ۳۱ اوت ۲۰۰۰     |
| ۱۲۲۵۴۹ | 2000 QD229  | ۳۱ اوت ۲۰۰۰     |
| ۱۲۲۵۵۰ | 2000 QH230  | ۳۱ اوت ۲۰۰۰     |
| ۱۲۲۵۵۱ | 2000 QN230  | ۳۱ اوت ۲۰۰۰     |
| ۱۲۲۵۵۲ | 2000 QS231  | ۲۹ اوت ۲۰۰۰     |
| ۱۲۲۵۵۳ | 2000 QH244  | ۲۴ اوت ۲۰۰۰     |
| ۱۲۲۵۵۴ | 2000 QS244  | ۲۵ اوت ۲۰۰۰     |
| ۱۲۲۵۵۵ | 2000 QG249  | ۲۸ اوت ۲۰۰۰     |
| ۱۲۲۵۵۶ | 2000 QH251  | ۲۱ اوت ۲۰۰۰     |
| ۱۲۲۵۵۷ | 2000 QJ251  | ۲۴ اوت ۲۰۰۰     |
| ۱۲۲۵۵۷ | 2000 RA     | ۱ سپتامبر ۲۰۰۰  |
| ۱۲۲۵۵۹ | 2000 RB2    | ۱ سپتامبر ۲۰۰۰  |
| ۱۲۲۵۶۰ | 2000 RO2    | ۱ سپتامبر ۲۰۰۰  |
| ۱۲۲۵۶۱ | 2000 RP2    | ۱ سپتامبر ۲۰۰۰  |
| ۱۲۲۵۶۲ | 2000 RB3    | ۱ سپتامبر ۲۰۰۰  |
| ۱۲۲۵۶۳ | 2000 RG5    | ۱ سپتامبر ۲۰۰۰  |
| ۱۲۲۵۶۴ | 2000 RY5    | ۱ سپتامبر ۲۰۰۰  |
| ۱۲۲۵۶۵ | 2000 RK6    | ۱ سپتامبر ۲۰۰۰  |
| ۱۲۲۵۶۶ | 2000 RM6    | ۱ سپتامبر ۲۰۰۰  |
| ۱۲۲۵۶۷ | 2000 RX7    | ۱ سپتامبر ۲۰۰۰  |
| ۱۲۲۵۶۸ | 2000 RL8    | ۱ سپتامبر ۲۰۰۰  |
| ۱۲۲۵۶۹ | 2000 RR11   | ۱ سپتامبر ۲۰۰۰  |
| ۱۲۲۵۷۰ | 2000 RG12   | ۳ سپتامبر ۲۰۰۰  |
| ۱۲۲۵۷۱ | 2000 RE13   | ۱ سپتامبر ۲۰۰۰  |
| ۱۲۲۵۷۲ | 2000 RT13   | ۱ سپتامبر ۲۰۰۰  |
| ۱۲۲۵۷۳ | 2000 RC16   | ۱ سپتامبر ۲۰۰۰  |
| ۱۲۲۵۷۴ | 2000 RG16   | ۱ سپتامبر ۲۰۰۰  |
| ۱۲۲۵۷۵ | 2000 RM16   | ۱ سپتامبر ۲۰۰۰  |
| ۱۲۲۵۷۶ | 2000 RV17   | ۱ سپتامبر ۲۰۰۰  |
| ۱۲۲۵۷۷ | 2000 RH18   | ۱ سپتامبر ۲۰۰۰  |
| ۱۲۲۵۷۸ | 2000 RG20   | ۱ سپتامبر ۲۰۰۰  |
| ۱۲۲۵۷۹ | 2000 RQ20   | ۱ سپتامبر ۲۰۰۰  |
| ۱۲۲۵۸۰ | 2000 RG23   | ۱ سپتامبر ۲۰۰۰  |
| ۱۲۲۵۸۱ | 2000 RJ24   | ۱ سپتامبر ۲۰۰۰  |
| ۱۲۲۵۸۲ | 2000 RG25   | ۱ سپتامبر ۲۰۰۰  |
| ۱۲۲۵۸۳ | 2000 RV25   | ۱ سپتامبر ۲۰۰۰  |
| ۱۲۲۵۸۴ | 2000 RY25   | ۱ سپتامبر ۲۰۰۰  |
| ۱۲۲۵۸۵ | 2000 RZ25   | ۱ سپتامبر ۲۰۰۰  |
| ۱۲۲۵۸۶ | 2000 RJ26   | ۱ سپتامبر ۲۰۰۰  |
| ۱۲۲۵۸۷ | 2000 RT26   | ۱ سپتامبر ۲۰۰۰  |
| ۱۲۲۵۸۸ | 2000 RE27   | ۱ سپتامبر ۲۰۰۰  |
| ۱۲۲۵۸۹ | 2000 RN27   | ۱ سپتامبر ۲۰۰۰  |
| ۱۲۲۵۹۰ | 2000 RB28   | ۱ سپتامبر ۲۰۰۰  |
| ۱۲۲۵۹۱ | 2000 RV28   | ۱ سپتامبر ۲۰۰۰  |
| ۱۲۲۵۹۲ | 2000 RE29   | ۱ سپتامبر ۲۰۰۰  |
| ۱۲۲۵۹۳ | 2000 RS30   | ۱ سپتامبر ۲۰۰۰  |
| ۱۲۲۵۹۴ | 2000 RT31   | ۱ سپتامبر ۲۰۰۰  |
| ۱۲۲۵۹۵ | 2000 RB34   | ۱ سپتامبر ۲۰۰۰  |
| ۱۲۲۵۹۶ | 2000 RG35   | ۱ سپتامبر ۲۰۰۰  |
| ۱۲۲۵۹۷ | 2000 RR35   | ۲ سپتامبر ۲۰۰۰  |
| ۱۲۲۵۹۸ | 2000 RN37   | ۳ سپتامبر ۲۰۰۰  |
| ۱۲۲۵۹۹ | 2000 RS37   | ۳ سپتامبر ۲۰۰۰  |
| ۱۲۲۶۰۰ | 2000 RE38   | ۵ سپتامبر ۲۰۰۰  |
| ۱۲۲۶۰۱ | 2000 RT39   | ۱ سپتامبر ۲۰۰۰  |
| ۱۲۲۶۰۲ | 2000 RJ40   | ۳ سپتامبر ۲۰۰۰  |
| ۱۲۲۶۰۳ | 2000 RM40   | ۳ سپتامبر ۲۰۰۰  |
| ۱۲۲۶۰۴ | 2000 RP41   | ۳ سپتامبر ۲۰۰۰  |
| ۱۲۲۶۰۵ | 2000 RL42   | ۳ سپتامبر ۲۰۰۰  |
| ۱۲۲۶۰۶ | 2000 RN43   | ۳ سپتامبر ۲۰۰۰  |
| ۱۲۲۶۰۷ | 2000 RT43   | ۳ سپتامبر ۲۰۰۰  |
| ۱۲۲۶۰۸ | 2000 RF46   | ۳ سپتامبر ۲۰۰۰  |
| ۱۲۲۶۰۹ | 2000 RM46   | ۳ سپتامبر ۲۰۰۰  |
| ۱۲۲۶۱۰ | 2000 RQ46   | ۳ سپتامبر ۲۰۰۰  |
| ۱۲۲۶۱۱ | 2000 RT46   | ۳ سپتامبر ۲۰۰۰  |
| ۱۲۲۶۱۲ | 2000 RS47   | ۳ سپتامبر ۲۰۰۰  |
| ۱۲۲۶۱۳ | 2000 RU48   | ۳ سپتامبر ۲۰۰۰  |
| ۱۲۲۶۱۴ | 2000 RF49   | ۵ سپتامبر ۲۰۰۰  |
| ۱۲۲۶۱۵ | 2000 RG49   | ۵ سپتامبر ۲۰۰۰  |
| ۱۲۲۶۱۶ | 2000 RG51   | ۵ سپتامبر ۲۰۰۰  |
| ۱۲۲۶۱۷ | 2000 RT54   | ۳ سپتامبر ۲۰۰۰  |
| ۱۲۲۶۱۸ | 2000 RT55   | ۴ سپتامبر ۲۰۰۰  |
| ۱۲۲۶۱۹ | 2000 RV58   | ۷ سپتامبر ۲۰۰۰  |
| ۱۲۲۶۲۰ | 2000 RY61   | ۱ سپتامبر ۲۰۰۰  |
| ۱۲۲۶۲۱ | 2000 RL63   | ۲ سپتامبر ۲۰۰۰  |
| ۱۲۲۶۲۲ | 2000 RS64   | ۱ سپتامبر ۲۰۰۰  |
| ۱۲۲۶۲۳ | 2000 RK67   | ۱ سپتامبر ۲۰۰۰  |
| ۱۲۲۶۲۴ | 2000 RJ69   | ۲ سپتامبر ۲۰۰۰  |
| ۱۲۲۶۲۵ | 2000 RE70   | ۲ سپتامبر ۲۰۰۰  |
| ۱۲۲۶۲۶ | 2000 RT71   | ۲ سپتامبر ۲۰۰۰  |
| ۱۲۲۶۲۷ | 2000 RV72   | ۲ سپتامبر ۲۰۰۰  |
| ۱۲۲۶۲۸ | 2000 RD73   | ۲ سپتامبر ۲۰۰۰  |
| ۱۲۲۶۲۹ | 2000 RD77   | ۸ سپتامبر ۲۰۰۰  |
| ۱۲۲۶۳۰ | 2000 RO78   | ۸ سپتامبر ۲۰۰۰  |
| ۱۲۲۶۳۱ | 2000 RV78   | ۱۰ سپتامبر ۲۰۰۰ |
| ۱۲۲۶۳۲ | 2000 RW78   | ۵ سپتامبر ۲۰۰۰  |
| ۱۲۲۶۳۳ | 2000 RA80   | ۱ سپتامبر ۲۰۰۰  |
| ۱۲۲۶۳۴ | 2000 RY80   | ۱ سپتامبر ۲۰۰۰  |
| ۱۲۲۶۳۵ | 2000 RK81   | ۱ سپتامبر ۲۰۰۰  |
| ۱۲۲۶۳۶ | 2000 RZ81   | ۱ سپتامبر ۲۰۰۰  |
| ۱۲۲۶۳۷ | 2000 RA82   | ۱ سپتامبر ۲۰۰۰  |
| ۱۲۲۶۳۸ | 2000 RM82   | ۱ سپتامبر ۲۰۰۰  |
| ۱۲۲۶۳۹ | 2000 RN82   | ۱ سپتامبر ۲۰۰۰  |
| ۱۲۲۶۴۰ | 2000 RX82   | ۱ سپتامبر ۲۰۰۰  |
| ۱۲۲۶۴۱ | 2000 RE84   | ۲ سپتامبر ۲۰۰۰  |
| ۱۲۲۶۴۲ | 2000 RK84   | ۲ سپتامبر ۲۰۰۰  |
| ۱۲۲۶۴۳ | 2000 RO84   | ۲ سپتامبر ۲۰۰۰  |
| ۱۲۲۶۴۴ | 2000 RP84   | ۲ سپتامبر ۲۰۰۰  |
| ۱۲۲۶۴۵ | 2000 RC86   | ۲ سپتامبر ۲۰۰۰  |
| ۱۲۲۶۴۶ | 2000 RO86   | ۲ سپتامبر ۲۰۰۰  |
| ۱۲۲۶۴۷ | 2000 RB87   | ۲ سپتامبر ۲۰۰۰  |
| ۱۲۲۶۴۸ | 2000 RE87   | ۲ سپتامبر ۲۰۰۰  |
| ۱۲۲۶۴۹ | 2000 RX87   | ۲ سپتامبر ۲۰۰۰  |
| ۱۲۲۶۵۰ | 2000 RL89   | ۳ سپتامبر ۲۰۰۰  |
| ۱۲۲۶۵۱ | 2000 RT89   | ۳ سپتامبر ۲۰۰۰  |
| ۱۲۲۶۵۲ | 2000 RH90   | ۳ سپتامبر ۲۰۰۰  |
| ۱۲۲۶۵۳ | 2000 RH91   | ۳ سپتامبر ۲۰۰۰  |
| ۱۲۲۶۵۴ | 2000 RH92   | ۳ سپتامبر ۲۰۰۰  |
| ۱۲۲۶۵۵ | 2000 RN93   | ۴ سپتامبر ۲۰۰۰  |
| ۱۲۲۶۵۶ | 2000 RV93   | ۴ سپتامبر ۲۰۰۰  |
| ۱۲۲۶۵۷ | 2000 RW93   | ۴ سپتامبر ۲۰۰۰  |
| ۱۲۲۶۵۸ | 2000 RA94   | ۴ سپتامبر ۲۰۰۰  |
| ۱۲۲۶۵۹ | 2000 RM97   | ۵ سپتامبر ۲۰۰۰  |
| ۱۲۲۶۶۰ | 2000 RE98   | ۵ سپتامبر ۲۰۰۰  |
| ۱۲۲۶۶۱ | 2000 RH98   | ۵ سپتامبر ۲۰۰۰  |
| ۱۲۲۶۶۲ | 2000 RK98   | ۵ سپتامبر ۲۰۰۰  |
| ۱۲۲۶۶۳ | 2000 RX98   | ۵ سپتامبر ۲۰۰۰  |
| ۱۲۲۶۶۴ | 2000 RZ98   | ۵ سپتامبر ۲۰۰۰  |
| ۱۲۲۶۶۵ | 2000 RS99   | ۵ سپتامبر ۲۰۰۰  |
| ۱۲۲۶۶۶ | 2000 RX99   | ۵ سپتامبر ۲۰۰۰  |
| ۱۲۲۶۶۷ | 2000 RU100  | ۵ سپتامبر ۲۰۰۰  |
| ۱۲۲۶۶۸ | 2000 RB101  | ۵ سپتامبر ۲۰۰۰  |
| ۱۲۲۶۶۹ | 2000 RN101  | ۵ سپتامبر ۲۰۰۰  |
| ۱۲۲۶۷۰ | 2000 RU101  | ۵ سپتامبر ۲۰۰۰  |
| ۱۲۲۶۷۱ | 2000 RY101  | ۵ سپتامبر ۲۰۰۰  |
| ۱۲۲۶۷۲ | 2000 RP102  | ۵ سپتامبر ۲۰۰۰  |
| ۱۲۲۶۷۳ | 2000 RZ102  | ۵ سپتامبر ۲۰۰۰  |
| ۱۲۲۶۷۴ | 2000 RG103  | ۵ سپتامبر ۲۰۰۰  |
| ۱۲۲۶۷۵ | 2000 RL103  | ۵ سپتامبر ۲۰۰۰  |
| ۱۲۲۶۷۶ | 2000 RS103  | ۶ سپتامبر ۲۰۰۰  |
| ۱۲۲۶۷۷ | 2000 RG104  | ۶ سپتامبر ۲۰۰۰  |
| ۱۲۲۶۷۸ | 2000 RK104  | ۶ سپتامبر ۲۰۰۰  |
| ۱۲۲۶۷۹ | 2000 RQ104  | ۶ سپتامبر ۲۰۰۰  |
| ۱۲۲۶۸۰ | 2000 RX105  | ۴ سپتامبر ۲۰۰۰  |
| ۱۲۲۶۸۰ | 2000 SW     | ۱۹ سپتامبر ۲۰۰۰ |
| ۱۲۲۶۸۲ | 2000 SG1    | ۱۸ سپتامبر ۲۰۰۰ |
| ۱۲۲۶۸۳ | 2000 SH1    | ۱۸ سپتامبر ۲۰۰۰ |
| ۱۲۲۶۸۴ | 2000 SJ3    | ۲۰ سپتامبر ۲۰۰۰ |
| ۱۲۲۶۸۵ | 2000 SP3    | ۲۰ سپتامبر ۲۰۰۰ |
| ۱۲۲۶۸۶ | 2000 SW3    | ۲۰ سپتامبر ۲۰۰۰ |
| ۱۲۲۶۸۷ | 2000 SX3    | ۲۰ سپتامبر ۲۰۰۰ |
| ۱۲۲۶۸۸ | 2000 SK7    | ۲۰ سپتامبر ۲۰۰۰ |
| ۱۲۲۶۸۹ | 2000 SO7    | ۲۲ سپتامبر ۲۰۰۰ |
| ۱۲۲۶۹۰ | 2000 SC11   | ۲۳ سپتامبر ۲۰۰۰ |
| ۱۲۲۶۹۱ | 2000 SP11   | ۲۴ سپتامبر ۲۰۰۰ |
| ۱۲۲۶۹۲ | 2000 SC12   | ۲۰ سپتامبر ۲۰۰۰ |
| ۱۲۲۶۹۳ | 2000 SE12   | ۲۰ سپتامبر ۲۰۰۰ |
| ۱۲۲۶۹۴ | 2000 SQ12   | ۲۰ سپتامبر ۲۰۰۰ |
| ۱۲۲۶۹۵ | 2000 SY13   | ۲۲ سپتامبر ۲۰۰۰ |
| ۱۲۲۶۹۶ | 2000 SC16   | ۲۳ سپتامبر ۲۰۰۰ |
| ۱۲۲۶۹۷ | 2000 SL16   | ۲۳ سپتامبر ۲۰۰۰ |
| ۱۲۲۶۹۸ | 2000 SW16   | ۲۳ سپتامبر ۲۰۰۰ |
| ۱۲۲۶۹۹ | 2000 SX19   | ۲۳ سپتامبر ۲۰۰۰ |
| ۱۲۲۷۰۰ | 2000 SA20   | ۲۳ سپتامبر ۲۰۰۰ |
| ۱۲۲۷۰۱ | 2000 SM22   | ۲۰ سپتامبر ۲۰۰۰ |
| ۱۲۲۷۰۲ | 2000 SV24   | ۲۶ سپتامبر ۲۰۰۰ |
| ۱۲۲۷۰۳ | 2000 SQ27   | ۲۳ سپتامبر ۲۰۰۰ |
| ۱۲۲۷۰۴ | 2000 SL29   | ۲۴ سپتامبر ۲۰۰۰ |
| ۱۲۲۷۰۵ | 2000 SU29   | ۲۴ سپتامبر ۲۰۰۰ |
| ۱۲۲۷۰۶ | 2000 SA30   | ۲۴ سپتامبر ۲۰۰۰ |
| ۱۲۲۷۰۷ | 2000 SQ30   | ۲۴ سپتامبر ۲۰۰۰ |
| ۱۲۲۷۰۸ | 2000 SR30   | ۲۴ سپتامبر ۲۰۰۰ |
| ۱۲۲۷۰۹ | 2000 SF31   | ۲۴ سپتامبر ۲۰۰۰ |
| ۱۲۲۷۱۰ | 2000 SY31   | ۲۴ سپتامبر ۲۰۰۰ |
| ۱۲۲۷۱۱ | 2000 SM32   | ۲۴ سپتامبر ۲۰۰۰ |
| ۱۲۲۷۱۲ | 2000 SS32   | ۲۴ سپتامبر ۲۰۰۰ |
| ۱۲۲۷۱۳ | 2000 SV32   | ۲۴ سپتامبر ۲۰۰۰ |
| ۱۲۲۷۱۴ | 2000 SG33   | ۲۴ سپتامبر ۲۰۰۰ |
| ۱۲۲۷۱۵ | 2000 SO33   | ۲۴ سپتامبر ۲۰۰۰ |
| ۱۲۲۷۱۶ | 2000 SN35   | ۲۴ سپتامبر ۲۰۰۰ |
| ۱۲۲۷۱۷ | 2000 SH36   | ۲۴ سپتامبر ۲۰۰۰ |
| ۱۲۲۷۱۸ | 2000 SH37   | ۲۴ سپتامبر ۲۰۰۰ |
| ۱۲۲۷۱۹ | 2000 SX37   | ۲۴ سپتامبر ۲۰۰۰ |
| ۱۲۲۷۲۰ | 2000 SD39   | ۲۴ سپتامبر ۲۰۰۰ |
| ۱۲۲۷۲۱ | 2000 SG39   | ۲۴ سپتامبر ۲۰۰۰ |
| ۱۲۲۷۲۲ | 2000 SA40   | ۲۴ سپتامبر ۲۰۰۰ |
| ۱۲۲۷۲۳ | 2000 SC40   | ۲۴ سپتامبر ۲۰۰۰ |
| ۱۲۲۷۲۴ | 2000 SJ41   | ۲۴ سپتامبر ۲۰۰۰ |
| ۱۲۲۷۲۵ | 2000 SX41   | ۲۴ سپتامبر ۲۰۰۰ |
| ۱۲۲۷۲۶ | 2000 SB43   | ۲۶ سپتامبر ۲۰۰۰ |
| ۱۲۲۷۲۷ | 2000 SD43   | ۲۶ سپتامبر ۲۰۰۰ |
| ۱۲۲۷۲۸ | 2000 SJ43   | ۲۶ سپتامبر ۲۰۰۰ |
| ۱۲۲۷۲۹ | 2000 SL43   | ۲۲ سپتامبر ۲۰۰۰ |
| ۱۲۲۷۳۰ | 2000 SO45   | ۲۲ سپتامبر ۲۰۰۰ |
| ۱۲۲۷۳۱ | 2000 SA46   | ۲۲ سپتامبر ۲۰۰۰ |
| ۱۲۲۷۳۲ | 2000 SY46   | ۲۳ سپتامبر ۲۰۰۰ |
| ۱۲۲۷۳۳ | 2000 SK47   | ۲۳ سپتامبر ۲۰۰۰ |
| ۱۲۲۷۳۴ | 2000 SL49   | ۲۳ سپتامبر ۲۰۰۰ |
| ۱۲۲۷۳۵ | 2000 SW49   | ۲۳ سپتامبر ۲۰۰۰ |
| ۱۲۲۷۳۶ | 2000 SY49   | ۲۳ سپتامبر ۲۰۰۰ |
| ۱۲۲۷۳۷ | 2000 SC50   | ۲۳ سپتامبر ۲۰۰۰ |
| ۱۲۲۷۳۸ | 2000 SA52   | ۲۳ سپتامبر ۲۰۰۰ |
| ۱۲۲۷۳۹ | 2000 ST52   | ۲۴ سپتامبر ۲۰۰۰ |
| ۱۲۲۷۴۰ | 2000 SY53   | ۲۴ سپتامبر ۲۰۰۰ |
| ۱۲۲۷۴۱ | 2000 SZ53   | ۲۴ سپتامبر ۲۰۰۰ |
| ۱۲۲۷۴۲ | 2000 SC54   | ۲۴ سپتامبر ۲۰۰۰ |
| ۱۲۲۷۴۳ | 2000 SR54   | ۲۴ سپتامبر ۲۰۰۰ |
| ۱۲۲۷۴۴ | 2000 SX54   | ۲۴ سپتامبر ۲۰۰۰ |
| ۱۲۲۷۴۵ | 2000 SC55   | ۲۴ سپتامبر ۲۰۰۰ |
| ۱۲۲۷۴۶ | 2000 SD55   | ۲۴ سپتامبر ۲۰۰۰ |
| ۱۲۲۷۴۷ | 2000 ST55   | ۲۴ سپتامبر ۲۰۰۰ |
| ۱۲۲۷۴۸ | 2000 SX56   | ۲۴ سپتامبر ۲۰۰۰ |
| ۱۲۲۷۴۹ | 2000 SG59   | ۲۴ سپتامبر ۲۰۰۰ |
| ۱۲۲۷۵۰ | 2000 SA60   | ۲۴ سپتامبر ۲۰۰۰ |
| ۱۲۲۷۵۱ | 2000 SL61   | ۲۴ سپتامبر ۲۰۰۰ |
| ۱۲۲۷۵۲ | 2000 SY61   | ۲۴ سپتامبر ۲۰۰۰ |
| ۱۲۲۷۵۳ | 2000 SB62   | ۲۴ سپتامبر ۲۰۰۰ |
| ۱۲۲۷۵۴ | 2000 SM62   | ۲۴ سپتامبر ۲۰۰۰ |
| ۱۲۲۷۵۵ | 2000 SO62   | ۲۴ سپتامبر ۲۰۰۰ |
| ۱۲۲۷۵۶ | 2000 SR63   | ۲۴ سپتامبر ۲۰۰۰ |
| ۱۲۲۷۵۷ | 2000 SP64   | ۲۴ سپتامبر ۲۰۰۰ |
| ۱۲۲۷۵۸ | 2000 SD65   | ۲۴ سپتامبر ۲۰۰۰ |
| ۱۲۲۷۵۹ | 2000 SQ65   | ۲۴ سپتامبر ۲۰۰۰ |
| ۱۲۲۷۶۰ | 2000 SE66   | ۲۴ سپتامبر ۲۰۰۰ |
| ۱۲۲۷۶۱ | 2000 SZ66   | ۲۴ سپتامبر ۲۰۰۰ |
| ۱۲۲۷۶۲ | 2000 SU67   | ۲۴ سپتامبر ۲۰۰۰ |
| ۱۲۲۷۶۳ | 2000 SW69   | ۲۴ سپتامبر ۲۰۰۰ |
| ۱۲۲۷۶۴ | 2000 SX69   | ۲۴ سپتامبر ۲۰۰۰ |
| ۱۲۲۷۶۵ | 2000 SE71   | ۲۴ سپتامبر ۲۰۰۰ |
| ۱۲۲۷۶۶ | 2000 SG71   | ۲۴ سپتامبر ۲۰۰۰ |
| ۱۲۲۷۶۷ | 2000 SJ71   | ۲۴ سپتامبر ۲۰۰۰ |
| ۱۲۲۷۶۸ | 2000 SQ73   | ۲۴ سپتامبر ۲۰۰۰ |
| ۱۲۲۷۶۹ | 2000 SE74   | ۲۴ سپتامبر ۲۰۰۰ |
| ۱۲۲۷۷۰ | 2000 SB75   | ۲۴ سپتامبر ۲۰۰۰ |
| ۱۲۲۷۷۱ | 2000 SF75   | ۲۴ سپتامبر ۲۰۰۰ |
| ۱۲۲۷۷۲ | 2000 SB76   | ۲۴ سپتامبر ۲۰۰۰ |
| ۱۲۲۷۷۳ | 2000 SK77   | ۲۴ سپتامبر ۲۰۰۰ |
| ۱۲۲۷۷۴ | 2000 SV78   | ۲۴ سپتامبر ۲۰۰۰ |
| ۱۲۲۷۷۵ | 2000 SA79   | ۲۴ سپتامبر ۲۰۰۰ |
| ۱۲۲۷۷۶ | 2000 SP79   | ۲۴ سپتامبر ۲۰۰۰ |
| ۱۲۲۷۷۷ | 2000 SX79   | ۲۴ سپتامبر ۲۰۰۰ |
| ۱۲۲۷۷۸ | 2000 SL80   | ۲۴ سپتامبر ۲۰۰۰ |
| ۱۲۲۷۷۹ | 2000 SX80   | ۲۴ سپتامبر ۲۰۰۰ |
| ۱۲۲۷۸۰ | 2000 ST82   | ۲۴ سپتامبر ۲۰۰۰ |
| ۱۲۲۷۸۱ | 2000 SJ84   | ۲۴ سپتامبر ۲۰۰۰ |
| ۱۲۲۷۸۲ | 2000 SU84   | ۲۴ سپتامبر ۲۰۰۰ |
| ۱۲۲۷۸۳ | 2000 SY85   | ۲۴ سپتامبر ۲۰۰۰ |
| ۱۲۲۷۸۴ | 2000 SO87   | ۲۴ سپتامبر ۲۰۰۰ |
| ۱۲۲۷۸۵ | 2000 SQ87   | ۲۴ سپتامبر ۲۰۰۰ |
| ۱۲۲۷۸۶ | 2000 SE89   | ۲۵ سپتامبر ۲۰۰۰ |
| ۱۲۲۷۸۷ | 2000 SF90   | ۲۲ سپتامبر ۲۰۰۰ |
| ۱۲۲۷۸۸ | 2000 SE91   | ۲۳ سپتامبر ۲۰۰۰ |
| ۱۲۲۷۸۹ | 2000 SP91   | ۲۳ سپتامبر ۲۰۰۰ |
| ۱۲۲۷۹۰ | 2000 SY91   | ۲۳ سپتامبر ۲۰۰۰ |
| ۱۲۲۷۹۱ | 2000 SJ92   | ۲۳ سپتامبر ۲۰۰۰ |
| ۱۲۲۷۹۲ | 2000 SX92   | ۲۳ سپتامبر ۲۰۰۰ |
| ۱۲۲۷۹۳ | 2000 SQ93   | ۲۳ سپتامبر ۲۰۰۰ |
| ۱۲۲۷۹۴ | 2000 ST93   | ۲۳ سپتامبر ۲۰۰۰ |
| ۱۲۲۷۹۵ | 2000 SL94   | ۲۳ سپتامبر ۲۰۰۰ |
| ۱۲۲۷۹۶ | 2000 SO94   | ۲۳ سپتامبر ۲۰۰۰ |
| ۱۲۲۷۹۷ | 2000 SG95   | ۲۳ سپتامبر ۲۰۰۰ |
| ۱۲۲۷۹۸ | 2000 SJ95   | ۲۳ سپتامبر ۲۰۰۰ |
| ۱۲۲۷۹۹ | 2000 SZ95   | ۲۳ سپتامبر ۲۰۰۰ |
| ۱۲۲۸۰۰ | 2000 SJ96   | ۲۳ سپتامبر ۲۰۰۰ |
| ۱۲۲۸۰۱ | 2000 SS96   | ۲۳ سپتامبر ۲۰۰۰ |
| ۱۲۲۸۰۲ | 2000 SS97   | ۲۳ سپتامبر ۲۰۰۰ |
| ۱۲۲۸۰۳ | 2000 SN98   | ۲۳ سپتامبر ۲۰۰۰ |
| ۱۲۲۸۰۴ | 2000 SG99   | ۲۳ سپتامبر ۲۰۰۰ |
| ۱۲۲۸۰۵ | 2000 SP99   | ۲۳ سپتامبر ۲۰۰۰ |
| ۱۲۲۸۰۶ | 2000 SR99   | ۲۳ سپتامبر ۲۰۰۰ |
| ۱۲۲۸۰۷ | 2000 SS99   | ۲۳ سپتامبر ۲۰۰۰ |
| ۱۲۲۸۰۸ | 2000 SW99   | ۲۳ سپتامبر ۲۰۰۰ |
| ۱۲۲۸۰۹ | 2000 SB100  | ۲۳ سپتامبر ۲۰۰۰ |
| ۱۲۲۸۱۰ | 2000 SS100  | ۲۳ سپتامبر ۲۰۰۰ |
| ۱۲۲۸۱۱ | 2000 SK101  | ۲۴ سپتامبر ۲۰۰۰ |
| ۱۲۲۸۱۲ | 2000 SO101  | ۲۴ سپتامبر ۲۰۰۰ |
| ۱۲۲۸۱۳ | 2000 SU102  | ۲۴ سپتامبر ۲۰۰۰ |
| ۱۲۲۸۱۴ | 2000 SN103  | ۲۴ سپتامبر ۲۰۰۰ |
| ۱۲۲۸۱۵ | 2000 SS103  | ۲۴ سپتامبر ۲۰۰۰ |
| ۱۲۲۸۱۶ | 2000 SE104  | ۲۴ سپتامبر ۲۰۰۰ |
| ۱۲۲۸۱۷ | 2000 SR104  | ۲۴ سپتامبر ۲۰۰۰ |
| ۱۲۲۸۱۸ | 2000 SH105  | ۲۴ سپتامبر ۲۰۰۰ |
| ۱۲۲۸۱۹ | 2000 SS105  | ۲۴ سپتامبر ۲۰۰۰ |
| ۱۲۲۸۲۰ | 2000 SQ106  | ۲۴ سپتامبر ۲۰۰۰ |
| ۱۲۲۸۲۱ | 2000 SA107  | ۲۴ سپتامبر ۲۰۰۰ |
| ۱۲۲۸۲۲ | 2000 SC107  | ۲۴ سپتامبر ۲۰۰۰ |
| ۱۲۲۸۲۳ | 2000 SG107  | ۲۴ سپتامبر ۲۰۰۰ |
| ۱۲۲۸۲۴ | 2000 SK107  | ۲۴ سپتامبر ۲۰۰۰ |
| ۱۲۲۸۲۵ | 2000 SQ107  | ۲۴ سپتامبر ۲۰۰۰ |
| ۱۲۲۸۲۶ | 2000 SB108  | ۲۴ سپتامبر ۲۰۰۰ |
| ۱۲۲۸۲۷ | 2000 SU108  | ۲۴ سپتامبر ۲۰۰۰ |
| ۱۲۲۸۲۸ | 2000 SC109  | ۲۴ سپتامبر ۲۰۰۰ |
| ۱۲۲۸۲۹ | 2000 SL110  | ۲۴ سپتامبر ۲۰۰۰ |
| ۱۲۲۸۳۰ | 2000 SY110  | ۲۴ سپتامبر ۲۰۰۰ |
| ۱۲۲۸۳۱ | 2000 ST112  | ۲۴ سپتامبر ۲۰۰۰ |
| ۱۲۲۸۳۲ | 2000 SK113  | ۲۴ سپتامبر ۲۰۰۰ |
| ۱۲۲۸۳۳ | 2000 SV115  | ۲۴ سپتامبر ۲۰۰۰ |
| ۱۲۲۸۳۴ | 2000 SL116  | ۲۴ سپتامبر ۲۰۰۰ |
| ۱۲۲۸۳۵ | 2000 SO116  | ۲۴ سپتامبر ۲۰۰۰ |
| ۱۲۲۸۳۶ | 2000 SO117  | ۲۴ سپتامبر ۲۰۰۰ |
| ۱۲۲۸۳۷ | 2000 SO119  | ۲۴ سپتامبر ۲۰۰۰ |
| ۱۲۲۸۳۸ | 2000 SQ120  | ۲۴ سپتامبر ۲۰۰۰ |
| ۱۲۲۸۳۹ | 2000 SU120  | ۲۴ سپتامبر ۲۰۰۰ |
| ۱۲۲۸۴۰ | 2000 SH121  | ۲۴ سپتامبر ۲۰۰۰ |
| ۱۲۲۸۴۱ | 2000 SY121  | ۲۴ سپتامبر ۲۰۰۰ |
| ۱۲۲۸۴۲ | 2000 SC122  | ۲۴ سپتامبر ۲۰۰۰ |
| ۱۲۲۸۴۳ | 2000 SL124  | ۲۴ سپتامبر ۲۰۰۰ |
| ۱۲۲۸۴۴ | 2000 ST125  | ۲۴ سپتامبر ۲۰۰۰ |
| ۱۲۲۸۴۵ | 2000 SM126  | ۲۴ سپتامبر ۲۰۰۰ |
| ۱۲۲۸۴۶ | 2000 SY126  | ۲۴ سپتامبر ۲۰۰۰ |
| ۱۲۲۸۴۷ | 2000 SK127  | ۲۴ سپتامبر ۲۰۰۰ |
| ۱۲۲۸۴۸ | 2000 SU127  | ۲۴ سپتامبر ۲۰۰۰ |
| ۱۲۲۸۴۹ | 2000 SC128  | ۲۴ سپتامبر ۲۰۰۰ |
| ۱۲۲۸۵۰ | 2000 SL129  | ۲۲ سپتامبر ۲۰۰۰ |
| ۱۲۲۸۵۱ | 2000 ST129  | ۲۲ سپتامبر ۲۰۰۰ |
| ۱۲۲۸۵۲ | 2000 ST130  | ۲۲ سپتامبر ۲۰۰۰ |
| ۱۲۲۸۵۳ | 2000 SD131  | ۲۲ سپتامبر ۲۰۰۰ |
| ۱۲۲۸۵۴ | 2000 SP131  | ۲۲ سپتامبر ۲۰۰۰ |
| ۱۲۲۸۵۵ | 2000 SQ131  | ۲۲ سپتامبر ۲۰۰۰ |
| ۱۲۲۸۵۶ | 2000 SS131  | ۲۲ سپتامبر ۲۰۰۰ |
| ۱۲۲۸۵۷ | 2000 SK132  | ۲۲ سپتامبر ۲۰۰۰ |
| ۱۲۲۸۵۸ | 2000 SL132  | ۲۲ سپتامبر ۲۰۰۰ |
| ۱۲۲۸۵۹ | 2000 SP132  | ۲۲ سپتامبر ۲۰۰۰ |
| ۱۲۲۸۶۰ | 2000 ST132  | ۲۳ سپتامبر ۲۰۰۰ |
| ۱۲۲۸۶۱ | 2000 SZ133  | ۲۳ سپتامبر ۲۰۰۰ |
| ۱۲۲۸۶۲ | 2000 SJ134  | ۲۳ سپتامبر ۲۰۰۰ |
| ۱۲۲۸۶۳ | 2000 SY134  | ۲۳ سپتامبر ۲۰۰۰ |
| ۱۲۲۸۶۴ | 2000 SJ135  | ۲۳ سپتامبر ۲۰۰۰ |
| ۱۲۲۸۶۵ | 2000 SX135  | ۲۳ سپتامبر ۲۰۰۰ |
| ۱۲۲۸۶۶ | 2000 SD136  | ۲۳ سپتامبر ۲۰۰۰ |
| ۱۲۲۸۶۷ | 2000 SG136  | ۲۳ سپتامبر ۲۰۰۰ |
| ۱۲۲۸۶۸ | 2000 SY136  | ۲۳ سپتامبر ۲۰۰۰ |
| ۱۲۲۸۶۹ | 2000 SB137  | ۲۳ سپتامبر ۲۰۰۰ |
| ۱۲۲۸۷۰ | 2000 SW137  | ۲۳ سپتامبر ۲۰۰۰ |
| ۱۲۲۸۷۱ | 2000 SX138  | ۲۳ سپتامبر ۲۰۰۰ |
| ۱۲۲۸۷۲ | 2000 SB139  | ۲۳ سپتامبر ۲۰۰۰ |
| ۱۲۲۸۷۳ | 2000 SK139  | ۲۳ سپتامبر ۲۰۰۰ |
| ۱۲۲۸۷۴ | 2000 SY139  | ۲۳ سپتامبر ۲۰۰۰ |
| ۱۲۲۸۷۵ | 2000 SB140  | ۲۳ سپتامبر ۲۰۰۰ |
| ۱۲۲۸۷۶ | 2000 SV140  | ۲۳ سپتامبر ۲۰۰۰ |
| ۱۲۲۸۷۷ | 2000 SP141  | ۲۳ سپتامبر ۲۰۰۰ |
| ۱۲۲۸۷۸ | 2000 ST141  | ۲۳ سپتامبر ۲۰۰۰ |
| ۱۲۲۸۷۹ | 2000 SK143  | ۲۳ سپتامبر ۲۰۰۰ |
| ۱۲۲۸۸۰ | 2000 SP143  | ۲۴ سپتامبر ۲۰۰۰ |
| ۱۲۲۸۸۱ | 2000 SB145  | ۲۴ سپتامبر ۲۰۰۰ |
| ۱۲۲۸۸۲ | 2000 SJ145  | ۲۴ سپتامبر ۲۰۰۰ |
| ۱۲۲۸۸۳ | 2000 SL145  | ۲۴ سپتامبر ۲۰۰۰ |
| ۱۲۲۸۸۴ | 2000 SQ145  | ۲۴ سپتامبر ۲۰۰۰ |
| ۱۲۲۸۸۵ | 2000 SA146  | ۲۴ سپتامبر ۲۰۰۰ |
| ۱۲۲۸۸۶ | 2000 SD146  | ۲۴ سپتامبر ۲۰۰۰ |
| ۱۲۲۸۸۷ | 2000 SF148  | ۲۴ سپتامبر ۲۰۰۰ |
| ۱۲۲۸۸۸ | 2000 SQ149  | ۲۴ سپتامبر ۲۰۰۰ |
| ۱۲۲۸۸۹ | 2000 SU149  | ۲۴ سپتامبر ۲۰۰۰ |
| ۱۲۲۸۹۰ | 2000 SN150  | ۲۴ سپتامبر ۲۰۰۰ |
| ۱۲۲۸۹۱ | 2000 SF152  | ۲۴ سپتامبر ۲۰۰۰ |
| ۱۲۲۸۹۲ | 2000 SU152  | ۲۴ سپتامبر ۲۰۰۰ |
| ۱۲۲۸۹۳ | 2000 SF154  | ۲۴ سپتامبر ۲۰۰۰ |
| ۱۲۲۸۹۴ | 2000 SS155  | ۲۴ سپتامبر ۲۰۰۰ |
| ۱۲۲۸۹۵ | 2000 SB156  | ۲۴ سپتامبر ۲۰۰۰ |
| ۱۲۲۸۹۶ | 2000 SL156  | ۲۴ سپتامبر ۲۰۰۰ |
| ۱۲۲۸۹۷ | 2000 SO156  | ۲۴ سپتامبر ۲۰۰۰ |
| ۱۲۲۸۹۸ | 2000 SU157  | ۲۷ سپتامبر ۲۰۰۰ |
| ۱۲۲۸۹۹ | 2000 SX157  | ۲۷ سپتامبر ۲۰۰۰ |
| ۱۲۲۹۰۰ | 2000 SB158  | ۲۷ سپتامبر ۲۰۰۰ |
| ۱۲۲۹۰۱ | 2000 SO161  | ۱۹ سپتامبر ۲۰۰۰ |
| ۱۲۲۹۰۲ | 2000 SN162  | ۲۱ سپتامبر ۲۰۰۰ |
| ۱۲۲۹۰۳ | 2000 SG165  | ۲۳ سپتامبر ۲۰۰۰ |
| ۱۲۲۹۰۴ | 2000 SR165  | ۲۳ سپتامبر ۲۰۰۰ |
| ۱۲۲۹۰۵ | 2000 SU165  | ۲۳ سپتامبر ۲۰۰۰ |
| ۱۲۲۹۰۶ | 2000 SW165  | ۲۳ سپتامبر ۲۰۰۰ |
| ۱۲۲۹۰۷ | 2000 SC166  | ۲۳ سپتامبر ۲۰۰۰ |
| ۱۲۲۹۰۸ | 2000 SM166  | ۲۳ سپتامبر ۲۰۰۰ |
| ۱۲۲۹۰۹ | 2000 SZ166  | ۲۳ سپتامبر ۲۰۰۰ |
| ۱۲۲۹۱۰ | 2000 SR167  | ۲۳ سپتامبر ۲۰۰۰ |
| ۱۲۲۹۱۱ | 2000 SX167  | ۲۳ سپتامبر ۲۰۰۰ |
| ۱۲۲۹۱۲ | 2000 SL168  | ۲۳ سپتامبر ۲۰۰۰ |
| ۱۲۲۹۱۳ | 2000 SV168  | ۲۳ سپتامبر ۲۰۰۰ |
| ۱۲۲۹۱۴ | 2000 SL169  | ۲۳ سپتامبر ۲۰۰۰ |
| ۱۲۲۹۱۵ | 2000 SZ171  | ۲۷ سپتامبر ۲۰۰۰ |
| ۱۲۲۹۱۶ | 2000 SY172  | ۲۸ سپتامبر ۲۰۰۰ |
| ۱۲۲۹۱۷ | 2000 SF173  | ۲۸ سپتامبر ۲۰۰۰ |
| ۱۲۲۹۱۸ | 2000 SN173  | ۲۸ سپتامبر ۲۰۰۰ |
| ۱۲۲۹۱۹ | 2000 SU173  | ۲۸ سپتامبر ۲۰۰۰ |
| ۱۲۲۹۲۰ | 2000 SC174  | ۲۸ سپتامبر ۲۰۰۰ |
| ۱۲۲۹۲۱ | 2000 SM174  | ۲۸ سپتامبر ۲۰۰۰ |
| ۱۲۲۹۲۲ | 2000 SN174  | ۲۸ سپتامبر ۲۰۰۰ |
| ۱۲۲۹۲۳ | 2000 SV174  | ۲۸ سپتامبر ۲۰۰۰ |
| ۱۲۲۹۲۴ | 2000 SG175  | ۲۸ سپتامبر ۲۰۰۰ |
| ۱۲۲۹۲۵ | 2000 SN175  | ۲۸ سپتامبر ۲۰۰۰ |
| ۱۲۲۹۲۶ | 2000 SZ175  | ۲۸ سپتامبر ۲۰۰۰ |
| ۱۲۲۹۲۷ | 2000 SD176  | ۲۸ سپتامبر ۲۰۰۰ |
| ۱۲۲۹۲۸ | 2000 SG177  | ۲۸ سپتامبر ۲۰۰۰ |
| ۱۲۲۹۲۹ | 2000 SO177  | ۲۸ سپتامبر ۲۰۰۰ |
| ۱۲۲۹۳۰ | 2000 SV181  | ۱۹ سپتامبر ۲۰۰۰ |
| ۱۲۲۹۳۱ | 2000 SM183  | ۲۰ سپتامبر ۲۰۰۰ |
| ۱۲۲۹۳۲ | 2000 SU183  | ۲۰ سپتامبر ۲۰۰۰ |
| ۱۲۲۹۳۳ | 2000 SB184  | ۲۰ سپتامبر ۲۰۰۰ |
| ۱۲۲۹۳۴ | 2000 SS185  | ۲۱ سپتامبر ۲۰۰۰ |
| ۱۲۲۹۳۵ | 2000 SA186  | ۲۱ سپتامبر ۲۰۰۰ |
| ۱۲۲۹۳۶ | 2000 SV186  | ۲۱ سپتامبر ۲۰۰۰ |
| ۱۲۲۹۳۷ | 2000 SU187  | ۲۱ سپتامبر ۲۰۰۰ |
| ۱۲۲۹۳۸ | 2000 SV189  | ۲۲ سپتامبر ۲۰۰۰ |
| ۱۲۲۹۳۹ | 2000 SM191  | ۲۴ سپتامبر ۲۰۰۰ |
| ۱۲۲۹۴۰ | 2000 SP191  | ۲۴ سپتامبر ۲۰۰۰ |
| ۱۲۲۹۴۱ | 2000 SE192  | ۲۴ سپتامبر ۲۰۰۰ |
| ۱۲۲۹۴۲ | 2000 SP192  | ۲۴ سپتامبر ۲۰۰۰ |
| ۱۲۲۹۴۳ | 2000 SZ192  | ۲۴ سپتامبر ۲۰۰۰ |
| ۱۲۲۹۴۴ | 2000 SA193  | ۲۴ سپتامبر ۲۰۰۰ |
| ۱۲۲۹۴۵ | 2000 SA194  | ۲۴ سپتامبر ۲۰۰۰ |
| ۱۲۲۹۴۶ | 2000 SL194  | ۲۴ سپتامبر ۲۰۰۰ |
| ۱۲۲۹۴۷ | 2000 SH195  | ۲۴ سپتامبر ۲۰۰۰ |
| ۱۲۲۹۴۸ | 2000 SU195  | ۲۴ سپتامبر ۲۰۰۰ |
| ۱۲۲۹۴۹ | 2000 SC198  | ۲۴ سپتامبر ۲۰۰۰ |
| ۱۲۲۹۵۰ | 2000 SD200  | ۲۴ سپتامبر ۲۰۰۰ |
| ۱۲۲۹۵۱ | 2000 SY200  | ۲۴ سپتامبر ۲۰۰۰ |
| ۱۲۲۹۵۲ | 2000 SY201  | ۲۴ سپتامبر ۲۰۰۰ |
| ۱۲۲۹۵۳ | 2000 SD202  | ۲۴ سپتامبر ۲۰۰۰ |
| ۱۲۲۹۵۴ | 2000 SA203  | ۲۴ سپتامبر ۲۰۰۰ |
| ۱۲۲۹۵۵ | 2000 SU203  | ۲۴ سپتامبر ۲۰۰۰ |
| ۱۲۲۹۵۶ | 2000 SU206  | ۲۴ سپتامبر ۲۰۰۰ |
| ۱۲۲۹۵۷ | 2000 SW206  | ۲۴ سپتامبر ۲۰۰۰ |
| ۱۲۲۹۵۸ | 2000 SX207  | ۲۴ سپتامبر ۲۰۰۰ |
| ۱۲۲۹۵۹ | 2000 SQ210  | ۲۵ سپتامبر ۲۰۰۰ |
| ۱۲۲۹۶۰ | 2000 SA213  | ۲۵ سپتامبر ۲۰۰۰ |
| ۱۲۲۹۶۱ | 2000 SW214  | ۲۶ سپتامبر ۲۰۰۰ |
| ۱۲۲۹۶۲ | 2000 SG215  | ۲۶ سپتامبر ۲۰۰۰ |
| ۱۲۲۹۶۳ | 2000 SK215  | ۲۶ سپتامبر ۲۰۰۰ |
| ۱۲۲۹۶۴ | 2000 SD216  | ۲۶ سپتامبر ۲۰۰۰ |
| ۱۲۲۹۶۵ | 2000 SF218  | ۲۶ سپتامبر ۲۰۰۰ |
| ۱۲۲۹۶۶ | 2000 SN219  | ۲۶ سپتامبر ۲۰۰۰ |
| ۱۲۲۹۶۷ | 2000 SS219  | ۲۶ سپتامبر ۲۰۰۰ |
| ۱۲۲۹۶۸ | 2000 SO221  | ۲۶ سپتامبر ۲۰۰۰ |
| ۱۲۲۹۶۹ | 2000 SW222  | ۲۷ سپتامبر ۲۰۰۰ |
| ۱۲۲۹۷۰ | 2000 SU223  | ۲۷ سپتامبر ۲۰۰۰ |
| ۱۲۲۹۷۱ | 2000 SQ225  | ۲۷ سپتامبر ۲۰۰۰ |
| ۱۲۲۹۷۲ | 2000 ST228  | ۲۸ سپتامبر ۲۰۰۰ |
| ۱۲۲۹۷۳ | 2000 SD229  | ۲۸ سپتامبر ۲۰۰۰ |
| ۱۲۲۹۷۴ | 2000 SO229  | ۲۸ سپتامبر ۲۰۰۰ |
| ۱۲۲۹۷۵ | 2000 SE230  | ۲۸ سپتامبر ۲۰۰۰ |
| ۱۲۲۹۷۶ | 2000 SH230  | ۲۸ سپتامبر ۲۰۰۰ |
| ۱۲۲۹۷۷ | 2000 SV230  | ۲۸ سپتامبر ۲۰۰۰ |
| ۱۲۲۹۷۸ | 2000 SN234  | ۲۲ سپتامبر ۲۰۰۰ |
| ۱۲۲۹۷۹ | 2000 SX234  | ۲۴ سپتامبر ۲۰۰۰ |
| ۱۲۲۹۸۰ | 2000 SS238  | ۲۶ سپتامبر ۲۰۰۰ |
| ۱۲۲۹۸۱ | 2000 SL239  | ۲۷ سپتامبر ۲۰۰۰ |
| ۱۲۲۹۸۲ | 2000 SD241  | ۲۲ سپتامبر ۲۰۰۰ |
| ۱۲۲۹۸۳ | 2000 SG242  | ۲۴ سپتامبر ۲۰۰۰ |
| ۱۲۲۹۸۴ | 2000 SR242  | ۲۴ سپتامبر ۲۰۰۰ |
| ۱۲۲۹۸۵ | 2000 SE244  | ۲۴ سپتامبر ۲۰۰۰ |
| ۱۲۲۹۸۶ | 2000 SG244  | ۲۴ سپتامبر ۲۰۰۰ |
| ۱۲۲۹۸۷ | 2000 SL244  | ۲۴ سپتامبر ۲۰۰۰ |
| ۱۲۲۹۸۸ | 2000 SO244  | ۲۴ سپتامبر ۲۰۰۰ |
| ۱۲۲۹۸۹ | 2000 ST245  | ۲۴ سپتامبر ۲۰۰۰ |
| ۱۲۲۹۹۰ | 2000 SQ246  | ۲۴ سپتامبر ۲۰۰۰ |
| ۱۲۲۹۹۱ | 2000 SE247  | ۲۴ سپتامبر ۲۰۰۰ |
| ۱۲۲۹۹۲ | 2000 SN247  | ۲۴ سپتامبر ۲۰۰۰ |
| ۱۲۲۹۹۳ | 2000 SR247  | ۲۴ سپتامبر ۲۰۰۰ |
| ۱۲۲۹۹۴ | 2000 SN249  | ۲۴ سپتامبر ۲۰۰۰ |
| ۱۲۲۹۹۵ | 2000 SK250  | ۲۴ سپتامبر ۲۰۰۰ |
| ۱۲۲۹۹۶ | 2000 SN251  | ۲۴ سپتامبر ۲۰۰۰ |
| ۱۲۲۹۹۷ | 2000 SZ251  | ۲۴ سپتامبر ۲۰۰۰ |
| ۱۲۲۹۹۸ | 2000 SK252  | ۲۴ سپتامبر ۲۰۰۰ |
| ۱۲۲۹۹۹ | 2000 SM252  | ۲۴ سپتامبر ۲۰۰۰ |
| ۱۲۳۰۰۰ | 2000 SS252  | ۲۴ سپتامبر ۲۰۰۰ |